# Buda visszafoglalása
Buda visszafoglalása a töröktől 1686. szeptember 2-án történt. A régóta várt esemény Buda török kézre kerülése után 145 évvel és négy nappal valósulhatott csak meg. Ezt megelőzően összesen öt alkalommal, legutóbb 1684-ben próbálták visszafoglalni a magyar fővárost. A török hadsereg megpróbálta 1683-ban Bécs városát elfoglalni, emiatt Európának kétsége sem lehetett, hogy az Oszmán Birodalom végső célja az egész kontinens meghódítása. A történelmi veszélyt a pápa érezte talán leginkább, és felismerve az összefogás jelentőségét, létrehozta a Szent Ligát, amely egy többnemzetiségű ostromló keresztény zsoldos sereggé vált. Magyar hadseregről nem lehetett beszélni, hiszen csak tizenötezer főnyi magyar katona harcolt a keresztények seregében. Magyar haderő csak kisebb háborús hadműveletekben vett részt. Ekkoriban jelentek meg az első császári huszárezredek is (Barkóczy, Gombos és Petneházy). A magyar huszárezredek sikeresek voltak és Károly herceg 1689-ben 2500 magyar huszárt alkalmazott is a nyugati fronton, ahol komoly sikereket értek el. A magyar harci potenciál azonban sem visszaszerezni, sem megvédeni nem tudta országát.
Buda jól kiépített vár volt, amelyet a török várvédők újabb és újabb erősségekkel falakkal, bástyákkal bővítettek ki, és kijavították a két évvel korábbi sikertelen ostrom omladékait. A védők tudták, hogy stratégiai szempontból Buda a még meg nem hódított Észak-Magyarország kulcsa, és jelentőségét fokozza, hogy Bécshez is viszonylag közel fekszik. Az ostromlottak nagy elszántsággal álltak ellen az ostromlók rohamainak, a török parancsnokok a végsőkig kitartottak.

## Előzményei

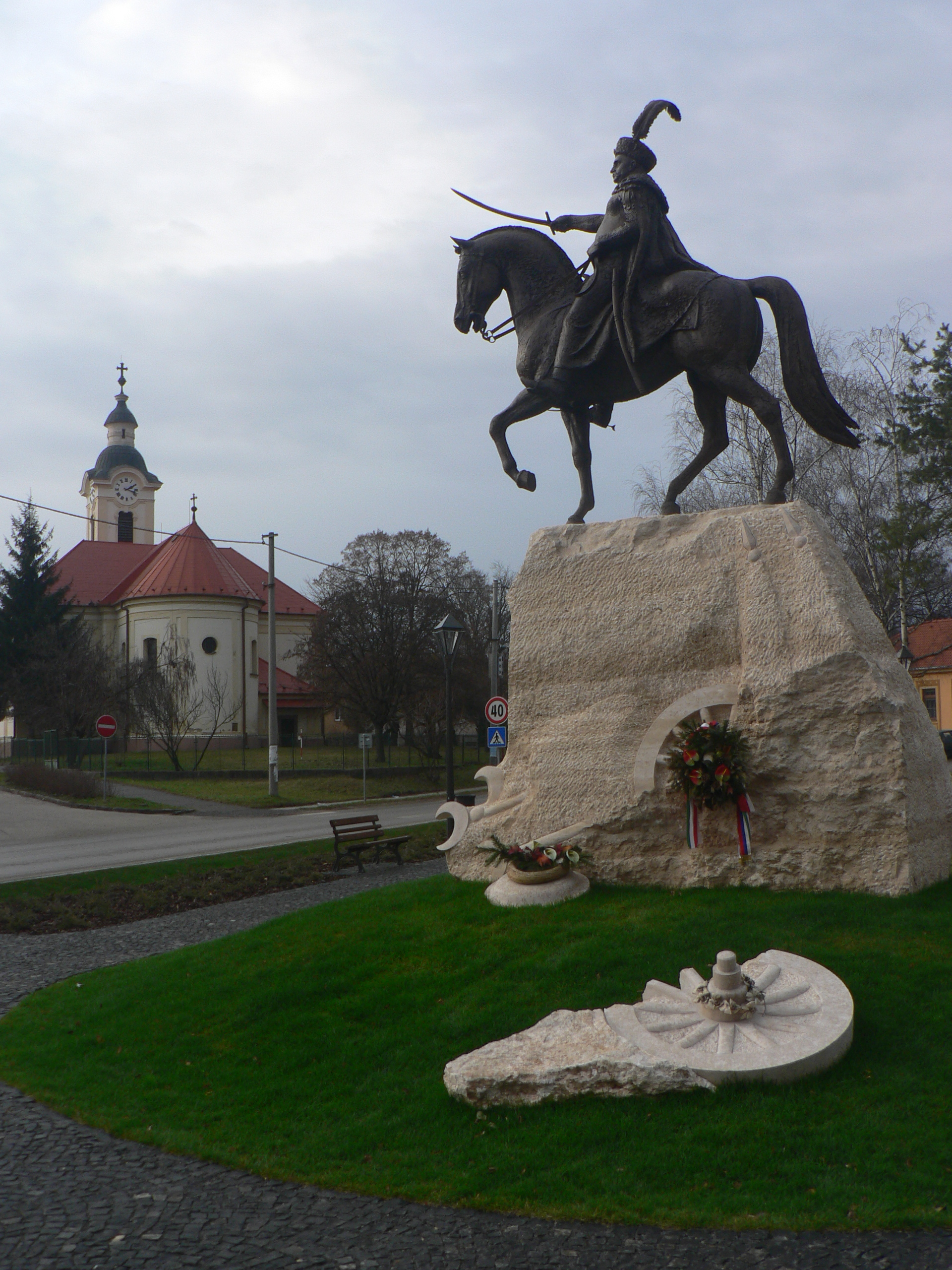
Sobieski János szobra Párkánynál

A török hadsereg 1683-ban sikertelen támadást indított Bécs ellen; az ostromlott fővárost birodalmi és lengyel seregek mentették fel. A pápa törökellenes szövetséget hozott létre: a Szent Ligának kellett ráébresztenie a keresztényeket arra, hogy az Oszmán Birodalom egész Európát fenyegeti, és hogy erős szövetségben ütőképes hadsereget kell kiállítani ellene. 1683. október 9-én I. Lipót német római császár és magyar király, valamint III. János lengyel király hadai Párkány mellett véres küzdelem után nagy győzelmet arattak a törökön. A párkányi erődítmény elfoglalása után a keresztény hadak háromnapos ostrommal, október 28-án bevették Esztergom várát is. A törökök ereje megtört.
A Szent Liga a Habsburg Birodalom, Lengyelország és Velence törökellenes szövetségeként, XI. Ince pápa kezdeményezésére alakult 1684. március 5-én. Később csatlakozott hozzá Oroszország, továbbá a bajor, a szász és a brandenburgi választófejedelem is küldött zsoldosokat. A Bécs elleni támadás visszavágásaként a császáriak 1684-ben sikertelenül ostromolták a budai várat. 1686-ban ugyanazok a parancsnokok tértek vissza, de már kezükben volt az a pontos leírás, amelyet Luigi Ferdinando Marsigli török fogsága alatt, 1684-ben készített Budáról, 43 fontos budai épület leírásával..

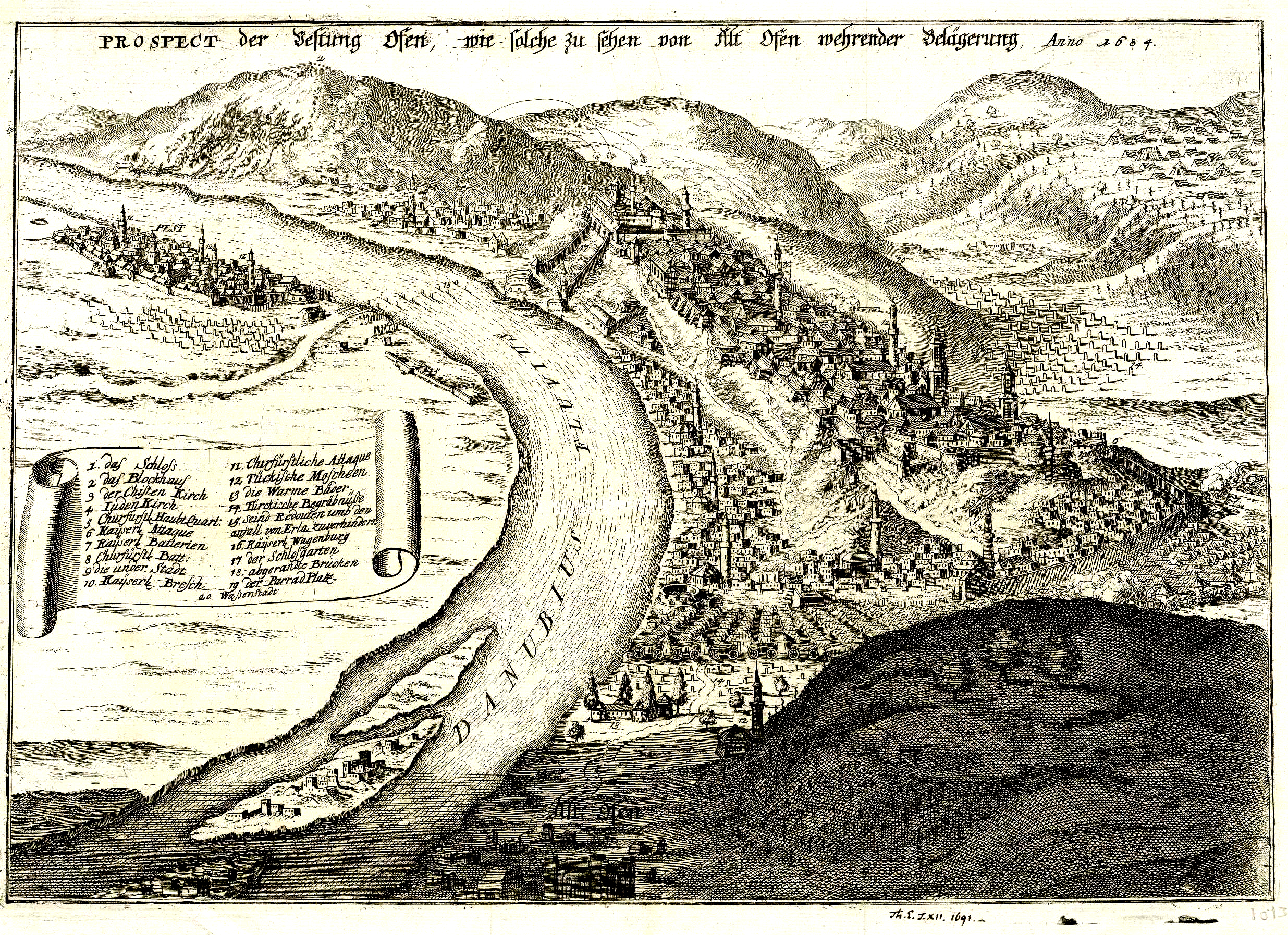
Buda vára 1684-ben

A pápa üzenetében adta ki a jelszót Buda visszavételére induló szövetséges haderők buzdítására: „A Boldogságos Szűz ad segítséget!”, melynek latin kezdőbetűi megegyeztek Buda nevével (Beata Virgo Dabit Auxilium). Ezt a pápa Avianói Márk kapucinus szerzetesnek írta levelében, aki tábori szolgálatot látott el az ostrom alatt.

## Buda visszafoglalása
Három hónapos ostrom után sikerült visszafoglalni Budát, ugyanis a várat védő Abdurrahmán Abdi Arnaut pasa a végsőkig, 1686. szeptember 2-ig kitartott.

### A szemben álló hadtestek
A budai várat az albán származású Abdurrahmán Abdi Arnaut pasa 12 ezer katonával védte. V. Károly lotaringiai herceg a Habsburg, II. Miksa Emánuel bajor választófejedelem a német birodalmi erőket vezette. Károly herceg 42 200 katona felett rendelkezett, és Óbudától egészen a Kis-Gellért-hegy lábáig állt fel. Miksa választófejedelemnek feleennyi katonája volt, 21 800 fő, és a Gellért-hegyen állította fel ütegeit.

### Károly herceg hadteste[9]
| Lovassági parancsnokok | Gyalogsági parancsnokok |
| --- | --- |

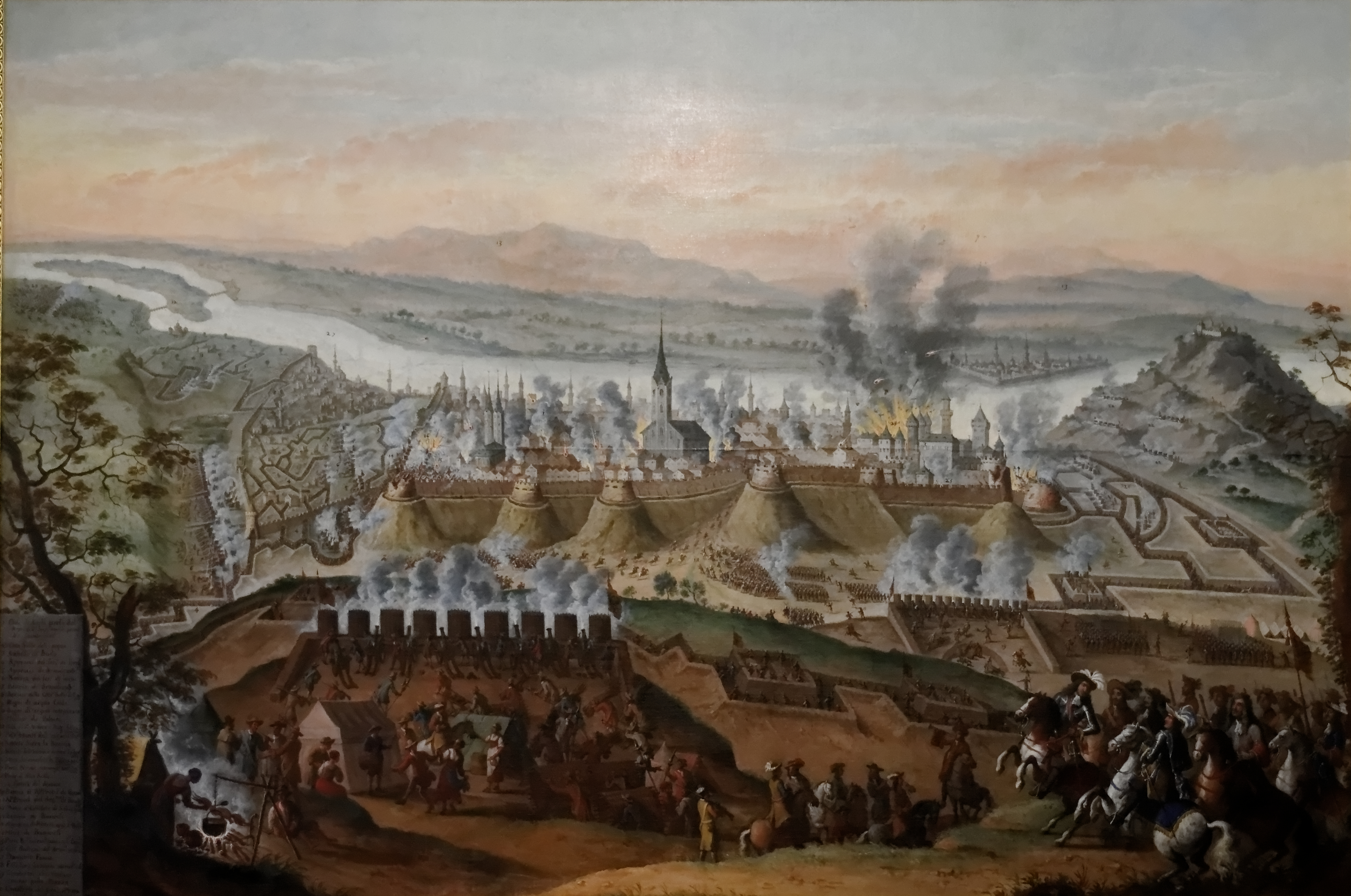
Budavár ostroma (1686) Lotaringiai Károly táborából nézve Franz Geffels festményén

| - gróf Äneas Sylvius von Caprara tábornagy - gróf Pálffy János altábornagy - Johann Heinrich von Dünewald lovassági tábornok - Hermann Ottó Styrum von Limburg vezérőrnagy - gróf Francis Taaffe, Carlingford grófja (Írország) - báró Claude Florimond de Mercy - Francesco Gondola - Nicolo Lodron | - gróf Ernst Rüdiger von Starhemberg tábornagy - helyettese Charles Eugène de Croÿ táborszernagy és tüzérségi tábornok - gróf Karl Ludwig de Souches, altábornagy - báró Johann Wimmar von Diepenthal vezérőrnagy - Ludwig Anton pfalz-neuburgi herceg Német Lovagrend nagymestere |
| Nyelvterület szerinti parancsnok beosztás | Egyéb parancsnokok |
| - Frankok: báró Hans Karl Thüngen gyalogsági tábornok - Brandenburgiak: Hans Adam von Schöning altábornagy, Kurt Hildebrand von der Marwitz és Hans Albrecht von Barfus tábornokok. 8269 fő-vrl érkeztek. - Svábok: Baden-Durlachi Károly őrgróf altábornagy                                         | - főhadiszállásbiztos: Seelingencron - aknász: Liberti kapitány - felszerelés és élelmezés: Rudolf von Rabatta lovassági tábornok, vezérhadbiztos |

A feljegyzések összesen 104 500 főt említenek a kiszolgáló egységekkel együtt, ennyi ember kapott fizetést a hadjárat idejére. Azonban egy időben nem voltak ennyien a helyszínen jelen, mert a csapatok különböző időben érkeztek, illetve nagyarányú volt az elesettek száma. Számos forrás 70–80 000 katonára becsüli az egyesült keresztény csapatok létszámát. A legtöbb katonát az osztrákok, a bajorok, a magyarok, a németek és a brandenburgiak adták. Azonban Európa szinte minden népe képviseltette magát, többek közt holland, cseh, olasz, dán, burgundi, angol, spanyol, svéd, francia, és katalán katonák is harcoltak, századokba vagy ezredekbe szervezve, illetve a különböző századokba beosztott önkéntes katonák, tisztek és tüzérek között. A magyar hadtesteket előkelő magyar nemesek irányították és az összesen 14-15 ezer főnyi magyar kontingens Bercsényi Miklós vágséllyei kapitány, gróf Erdődy György lévai, Bottyán János esztergomi huszárkapitány, Pálffy, Balassa Ádám és Balassa Gábor kékkői és korponai kapitányok, Batthyány Ádám, Czobor Ádám, Koháry István és Csáky László parancsnoksága alatt gyűlt össze Buda alatt.

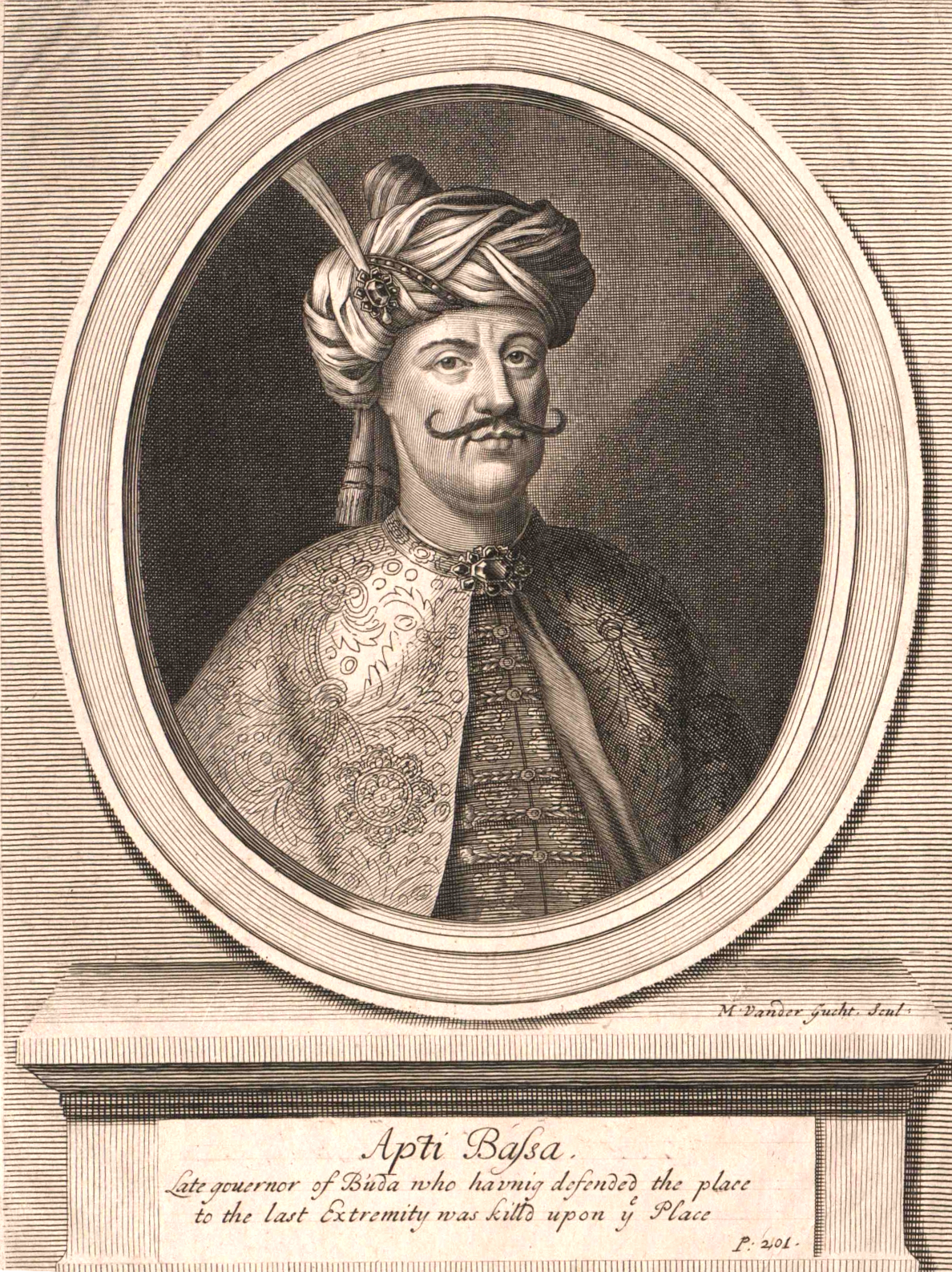
Abdurrahmán Abdi Arnaut pasa, a budai vár védője
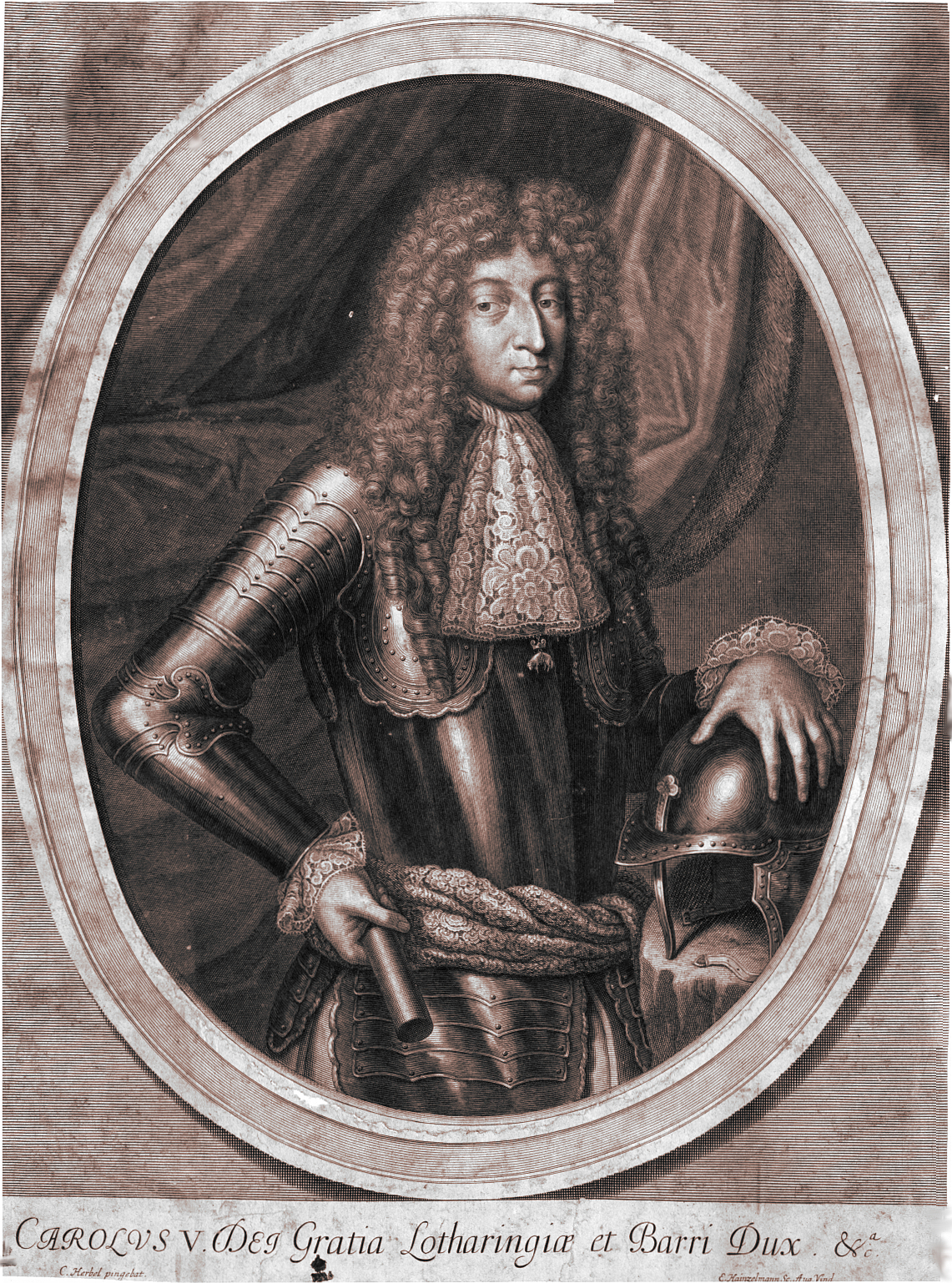
V. Károly lotaringiai herceg, az ostromló hadsereg fővezére
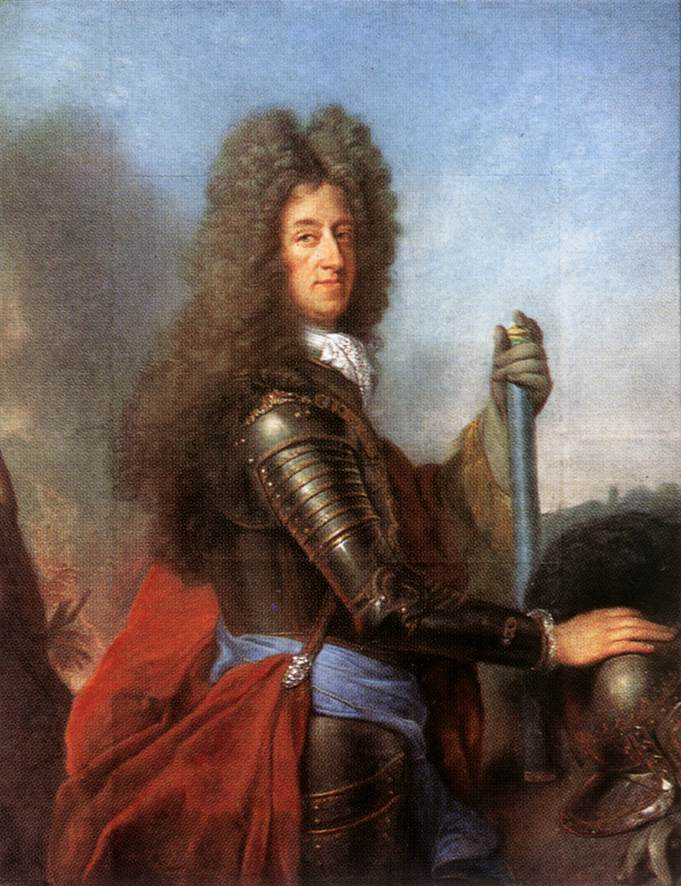
II. Miksa Emánuel bajor választófejedelem
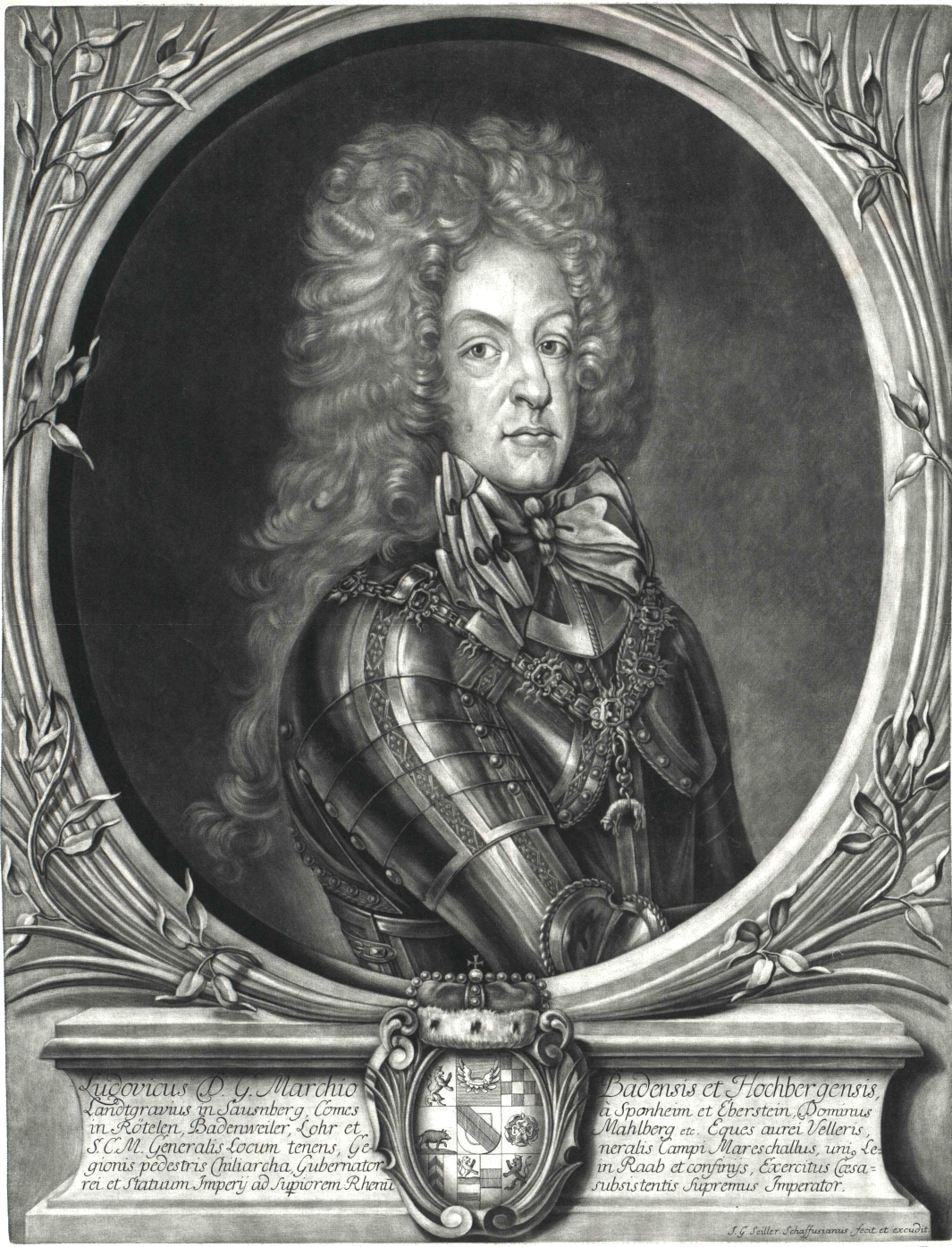
Bádeni Lajos

### A hadtestek stratégiái
Az uralkodó I. Lipót magyar király kifejezett óhaja volt, hogy a felszabadítást Buda ostromával kezdjék. A török azonban a budai vilajetet többszörös védőgyűrűvel látta el, ezek legfontosabbja Esztergom és Székesfehérvár volt. A kisebbek közül Visegrád, Vác, Hatvan és Eger voltak még azok a városok, melyekből a török segítséget küldhetett Budára egy esetleges ostrom alkalmával. Így Budát ostromolni csak úgy lehetett, ha ezeket a városokat semlegesítik. Az egyik napló szerint Budáról 2000 török katona ment át Egerbe, mert azt hitték nem Buda lesz az első célpont.

### Menetelés Budáig
A szövetséges csapatok Sopron környékén és a Csallóközben gyülekeztek. 1686. június 12-én indultak el a Duna jobb illetve bal partján. A lovasoknak egy nap előnyük volt, tábort vertek, és a gyalogosok egy nap múlva ugyanott táboroztak. Lotharingiai Károly 15-én ért Visegrádra, de a török elfutott előle. Sikerült foglyokat ejteni és vallatásuk után 12 000 védőre és 3000 lovasra becsülték Buda védőinek számát. Ezalatt a bajorok Vác felé tartottak a túlparton. 17-én már elfoglalták a katonai szempontból kiürített Pestet, majd Budán nyomban megszállták a stratégiailag fontos területeket, azután rohamárkokat kezdtek ásni. Nem minden hadtest ugyanakkor érkezett Buda alá, például a magyar katonaság egy része is csak később vonult fel. A magyar végváraknál igen nagy káosz, fosztogatás volt ezekben az időkben, feltételezhető, hogy emiatt nehezen tudták elhagyni otthonukat a magyar katonák.

### A török védelem

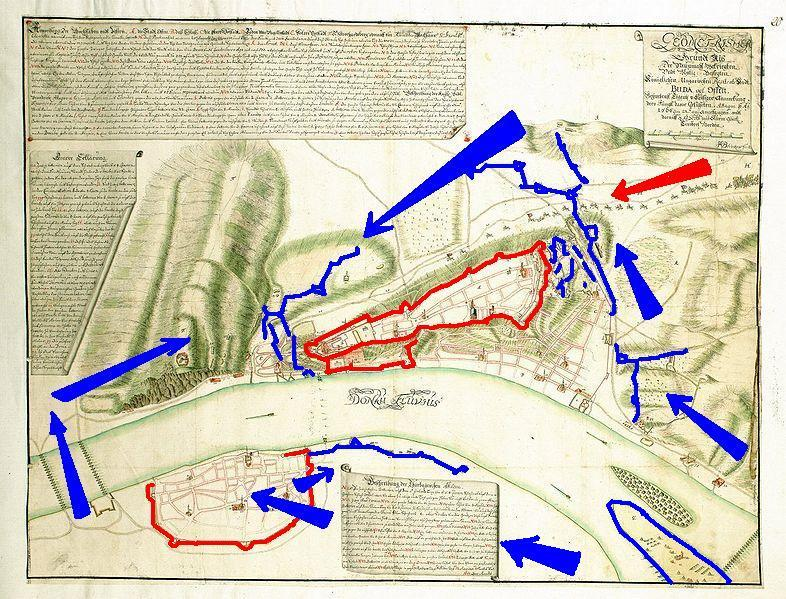
Pest elfoglalása (kék nyíl), Buda körbekerítése (kék nyíl), állások kiépítése (kék vonalak), Margit-sziget a sebesültek szigete (kék körbekerítés), török felmentési kísérlet (piros nyíl)

Abdurrahmán Abdi Arnaut pasa a budai „középső” várat védte, Izmail pasa a „belső” várat. A falaknál fedett külső védősáncot ásatott a nagyrondellánál, amelyben kihegyezett cölöpök védték az ostromló gyalogosoktól. Minden katonát a várba rendelt Pestről és a Vízivárosból. Pest élelmiszerkészletét is a várba vitette. A várban lebontatta a házak tetejét, hogy ne legyen tűzvész a (tüzérségi) bombatalálatok miatt.
Az ostromlókra lőporos zsákokat, tűzkerekeket dobatott, a várfalakat aknákkal védte. Abdurrahmán ezeket a módszereket még a kandiai háborúban látta, így védték a velenceiek a töröktől erősségüket. Ez a harcmodor nagy kárt okozott a szövetséges erőknek. Ha kellett, janicsár és szpáhi csapatok törtek ki, hogy a közeli támadókat visszaverjék, illetve támadóalkalmatosságaikat tönkretegyék. Célja kitartani, ameddig Egerből, Hatvanból vagy Szolnok felől, illetve a nagyvezír felmentő csapatai megérkeznek. A terv szerint akkor a szövetségeseket bekerítik és két tűz közé fogják.
A felmentő sereg meg is érkezett és II. Szulejmán meglepetésszerűen támadott Budakeszi, Kelenvölgy, illetve később az Ördög-árok felől. A gyors egységek legfőbb feladata volt átvágni magukat az ostromgyűrűn és minél nagyobb számban bejutni a várba.

### A szövetségesek tervei
A szövetséges csapatok főhadiszállása a Svábhegyen és a Gellért-hegyen túl volt (a mai Móricz Zsigmond körtér környékén).
Lotaringiai Károly és Bádeni Lajos között kezdetben össze nem hangolt versengés volt. A bajorok délen helyezkedtek el, és tervük szerint a nagyrondellán rést ütnek ágyúikkal, amelyeket mozsarak fedeznek, a fal mögé ejtve lövedékeiket. Ha megtisztult a terep, rohamot indítanak az István-toronyig és elfoglalják a stratégiailag fontos pontot.

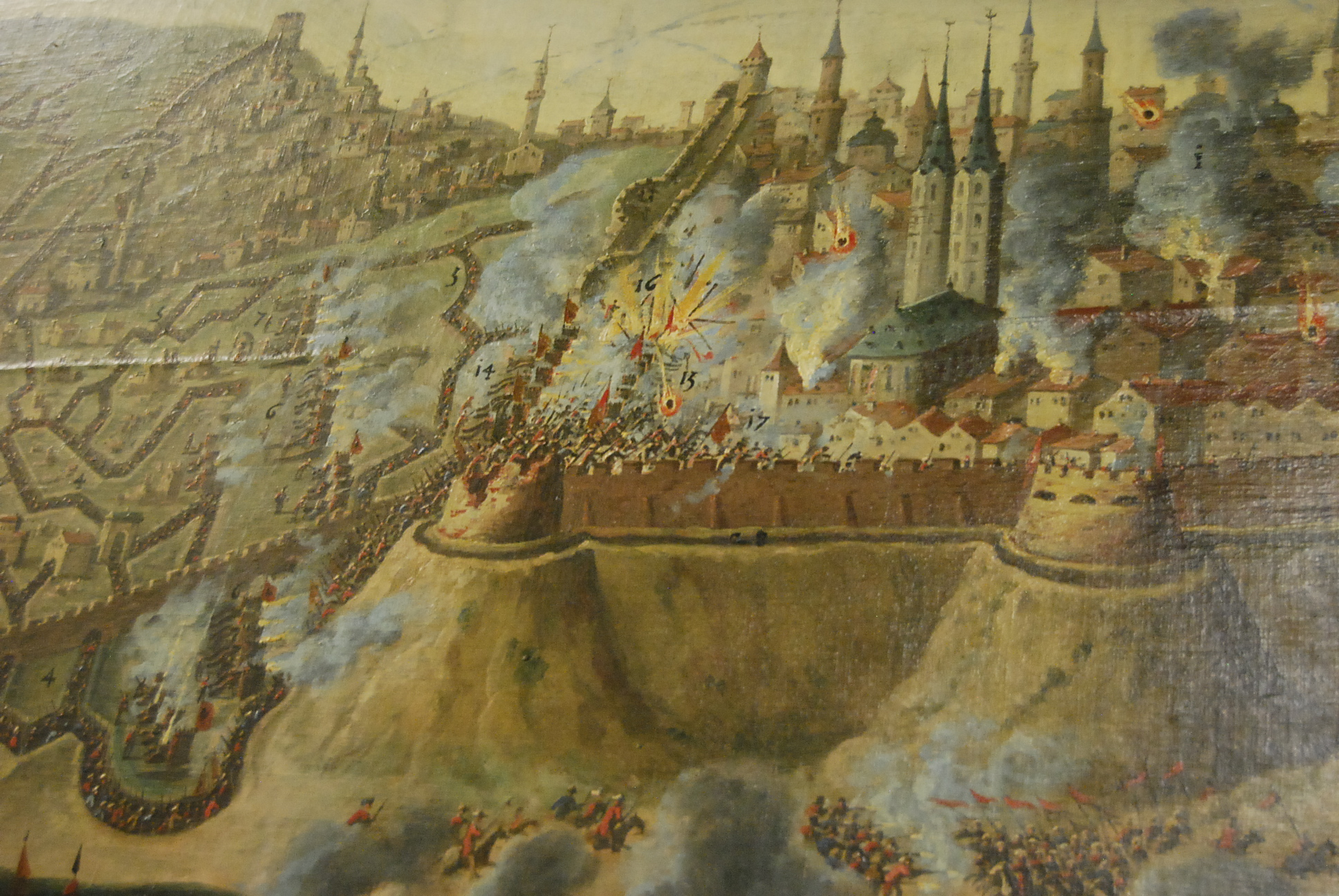
Az Esztergomi rondella ostroma. Hátul a Bécsi kapu előtti sáncrendszer és a Víziváros

Lotaringiai Károly a budai vár északnyugati bástyáját, az Esztergomi rondellát vette célba. Ezt a feladatot Michael Mieth tüzérparancsnokra bízta, aki gyutaccsal ellátott, a célhoz érve felrobbanó golyókkal lövette a falakat. A Bécsi kapu előtt szövevényes sáncrendszert ásatott. A futóárkokat arra fejlesztették tovább, amerre egy falrés mutatkozott, hogy minél közelebb kerüljenek hozzá, így a katonák biztonságban meg tudják közelíteni azt a roham előtt.
A magyarok a végvári portyákban edződtek, ezért főleg lovas osztagaik voltak. Őket eleinte a külső védelemre rendelték. Egyrészt mert ott volt elegendő legelő, másrészt az ellenséges kémek vagy előőrsök, üzenetet vivő török futárok elfogása céljából. Így Bottyán a székesfehérvári utat őrizte, Semsey és Petneházy meg a szolnoki, hatvani, egri utakat. A gyalogos hajdúkat a fővezér a fogyatkozó szövetségesek helyett az első rohamosztagokba rendelte, a gránátosok elé.

## Magyar tisztek részvétele Buda visszavételében
A bajor táborban ott találjuk Serényi János (Johann Karl Graf Serényi von Kis-Serény) magyar származású bajor altábornagy nevét, aki kétezer magyart vezényelt támadásra július 27-én a nagyrondella ellen. Pálffy János és Serényi a szövetséges hadakkal érkeztek külföldről, az itthoni magyar egységek csak később érkeztek. Elsőként az esztergomi lovasság 2500 embere ért Budára Bottyán János vezetésével. Július 23-án Komáromból és Győrből érkezett egy 2500 fős egység, gróf Esterházy János parancsnoksága alatt, köztük volt Fiáth János is. Nekik kellett az áltámadást végrehajtani.
Augusztus 1-jén érkezett Pálffy Ferenc, a 24 éves Batthyány Ádám (1500 fővel), és Bercsényi Miklós (3000 magyar huszár és hajdú) társaságában, akiknek lovasai a török felmentő sereg előőrsét futamították meg. Egy napra rá érkezett Petneházy Dávid, Gombos Imre (ezredes) és Barkóczy Ferenc 6000 katonával. Pálffy Ferenc Petneházy Dávid ezredét segítette a török főhad támadásával szemben.
Utoljára Csáky László generális érkezett erősítésként Erdélyből 2000 fővel, Friedrich Siegmund Scherffenberg generálissal augusztus 30-án.
A fővezér a győzelem napján 6000 magyar lovast rendelt, hogy üldözzék a török főhadat, és azok Fehérvárig üldözték őket.

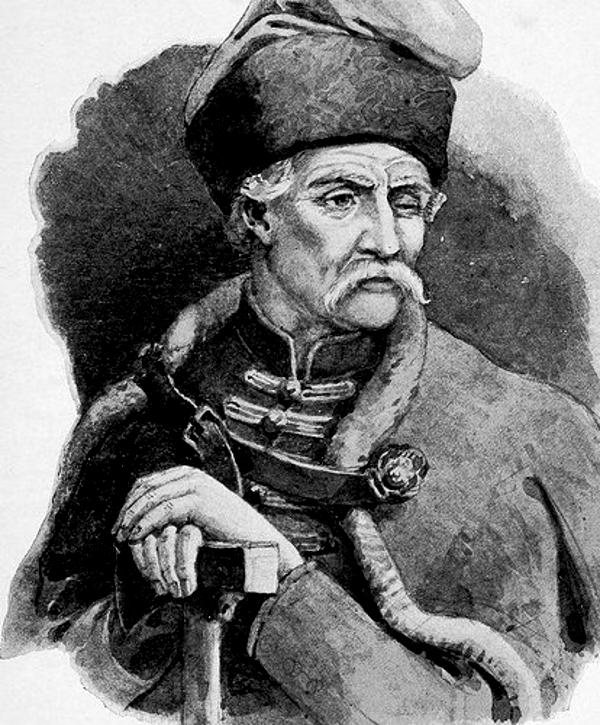
Bottyán János kuruc generális, az esztergomi huszárokat vezette
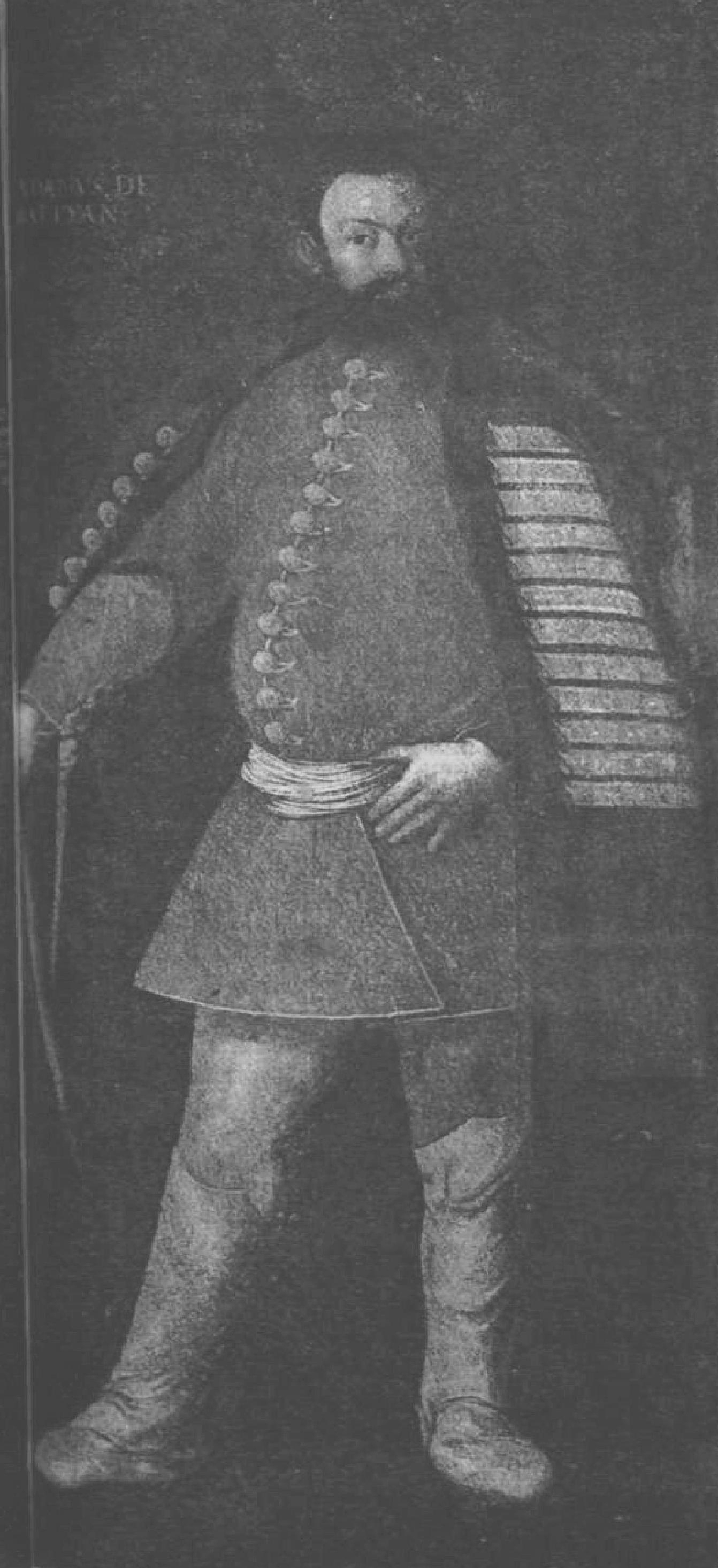
Batthyány Ádám országbíró Kanizsai végekről érkezett
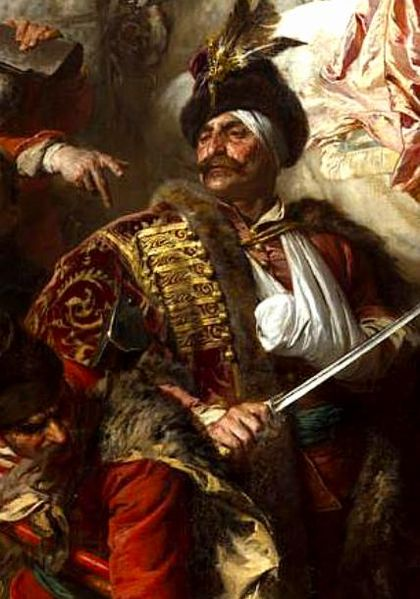
Petneházy Dávid ezredes Benczúr Gyula festményén
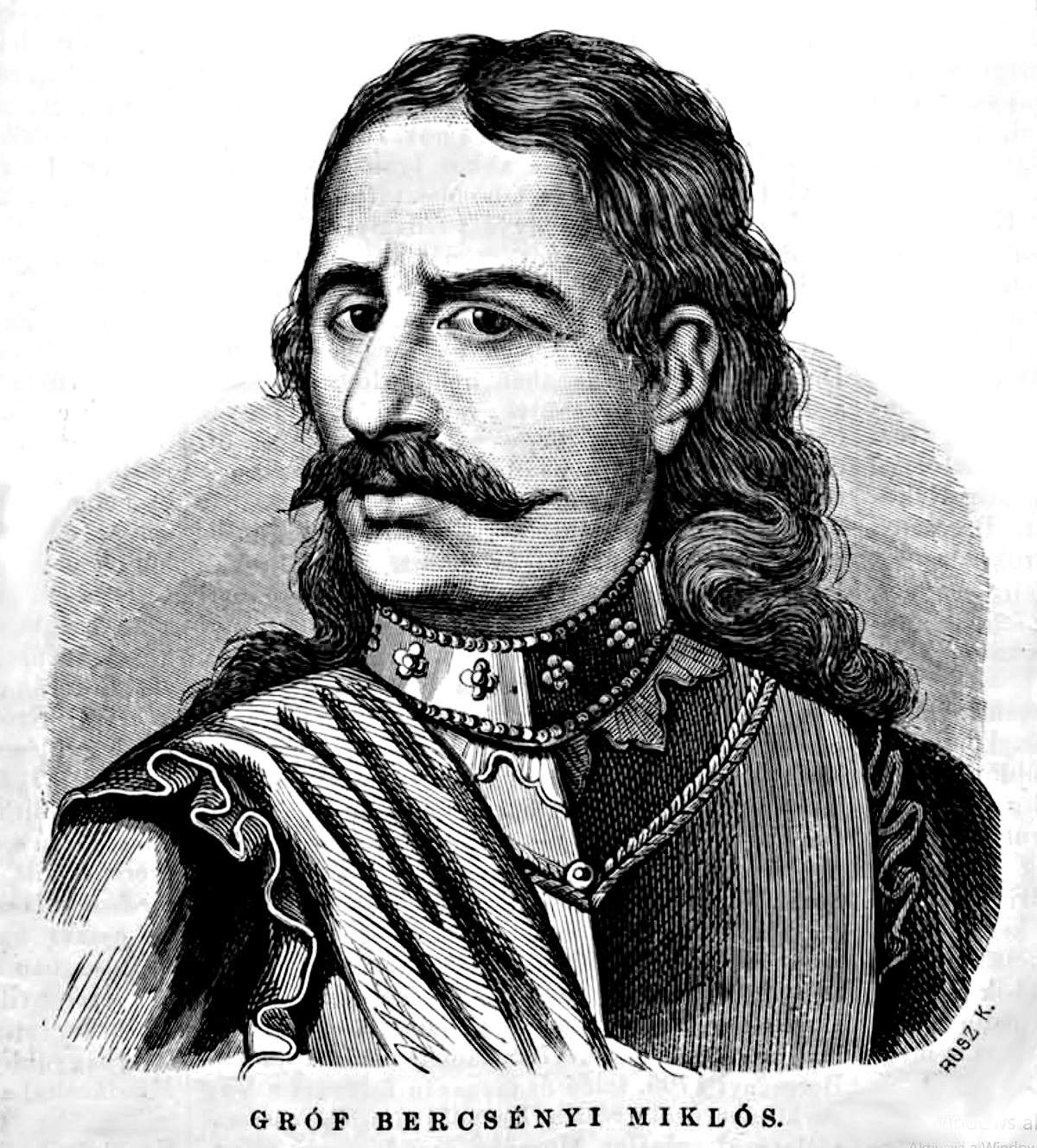
Bercsényi Miklós a bányavárosi főkapitányságból
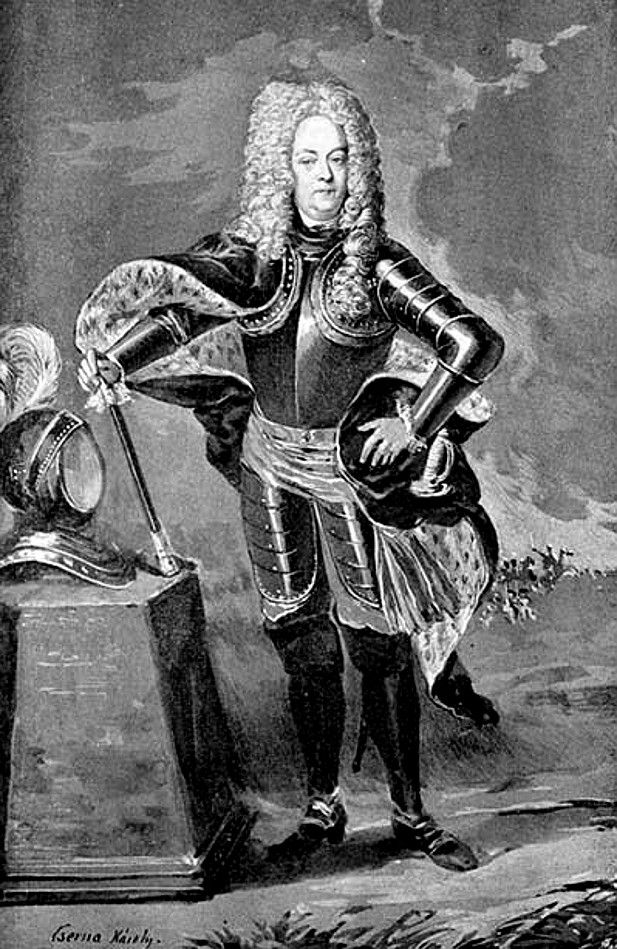
Pálffy János nádor
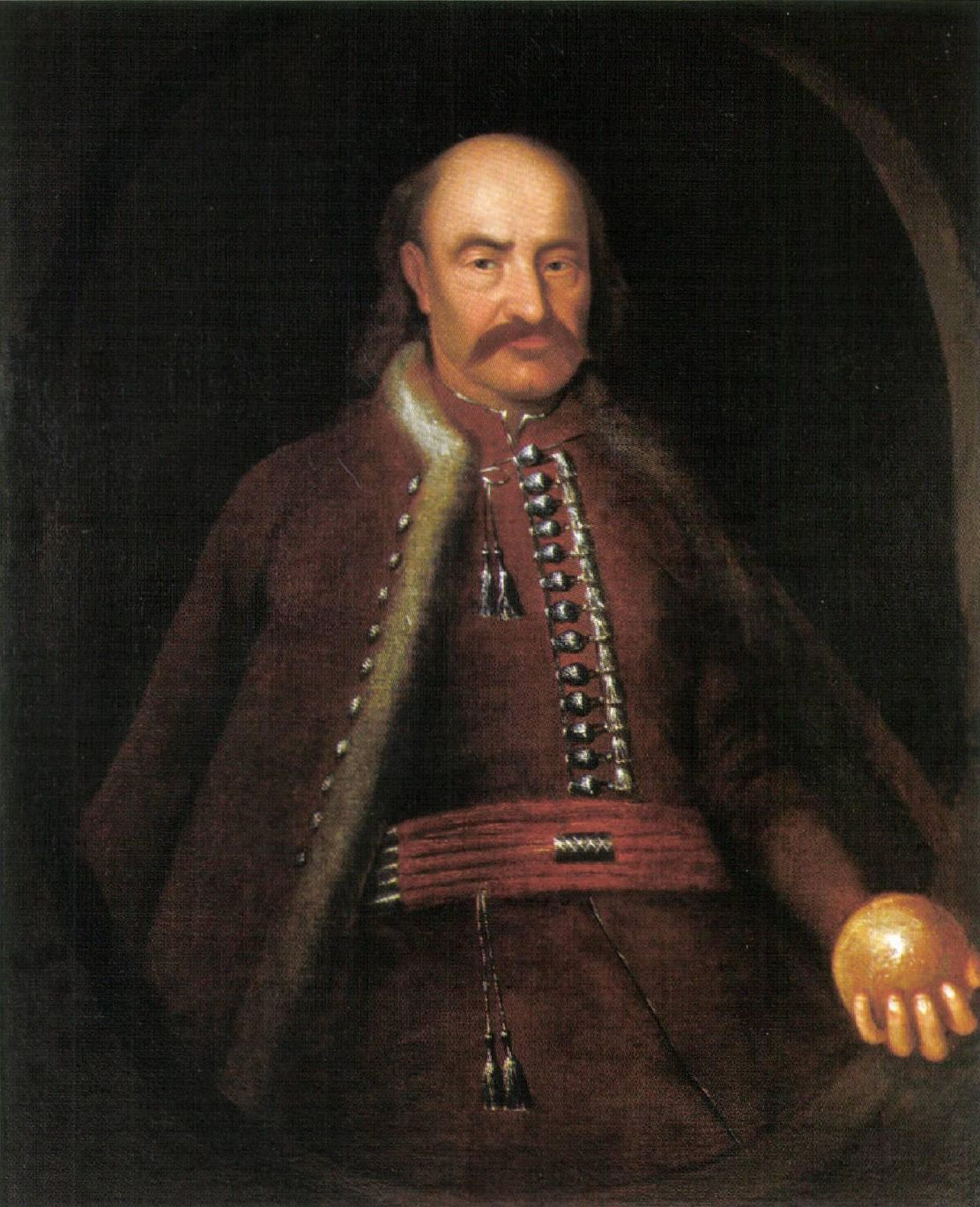
Koháry István, aki az elfoglalt Buda parancsnoka lett

### Egyéni motivációk
Bár a történészek keresztény seregnek írják le a szövetségeseket, inkább minden porcikájában zsoldos hadseregnek lehetne nevezni. Nagyon sok huszonéves herceg, gróf és báró vett részt a harcban, akik sikerre éhezve jöttek Buda alá, diadalmenet, előléptetés, kitüntetés, birtokszerzés reményében, hogy majd a bálokon központi szerep jusson a hölgyek kegyeiért folyó versenyben. A zsoldos közkatonákat nem a török kiűzése izgatta, hanem a kincsek felkutatása és hazavitele volt képzeletükben. Amikor látták, hogy a magyarok rohamoznak az első sorban, gyanakodva és irigykedve spekuláltak, ha ők érnek előbb a várba, ők találják meg a javakat, és akkor nekik nem jut semmi.[forrás?] Azért is tartottak a magyaroktól, mert Bécs ostromakor magyarok is részt vettek a török sereg soraiban, ezért nem tartották őket megbízhatónak. Rüdiger Hitzkopf zsoldos ezért helyeselte a vezetés döntését, hogy „ágyútölteléknek” használják a magyar hajdúkat. Azért voltak ennyire kiéhezve a kincsekre, mert tudták, hogy Amerikából kincses hajók érkeznek Spanyolországba, és igazolni akarták magukat, hogy helyesen döntöttek, amikor besorozták magukat erre a hadjáratra, és nem az Újvilágba mentek szerencsét próbálni.

## Harcászati újítások

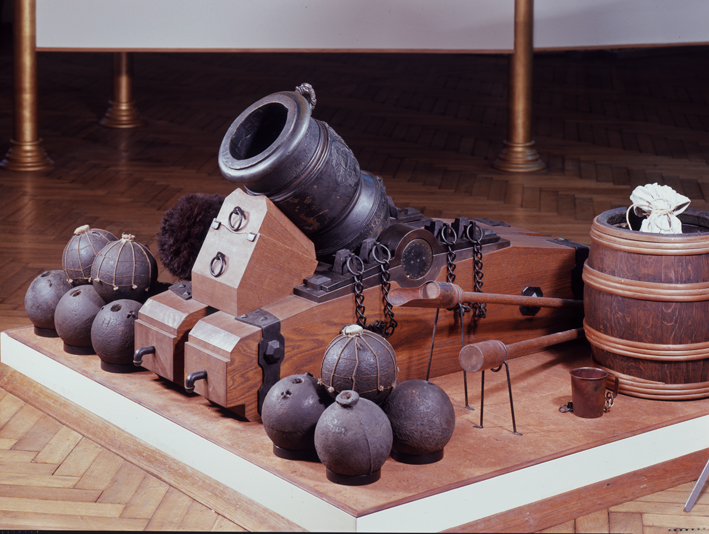
Mozsárágyú 1717-ből

- A létrával a falakat megmászó pajzsos katonák korszaka lejárt (bár a törökök még ekkor is használták ezt a módszert, ha várakat ostromoltak), helyette árkok ásásával jutottak közel a falakhoz, amit Sébastien Le Prestre de Vauban műve közöl. Az ő legfrissebb védelmi elméletei szerint ásatták ki Budán a futóárkokat.[21]
- A spanyol Don Antonio Gonzalez[22][23] újabb fejlesztésű mozsaraival magasabbra lőtte fel a golyókat, hogy nagyobb pusztítást okozzon.
- Rafael Gabriele[9] olasz szerzetes tűzszerész tojás alakú olthatatlan anyaggal töltött bombákat fejlesztett ki, amelyeket Győrben szereltek össze.

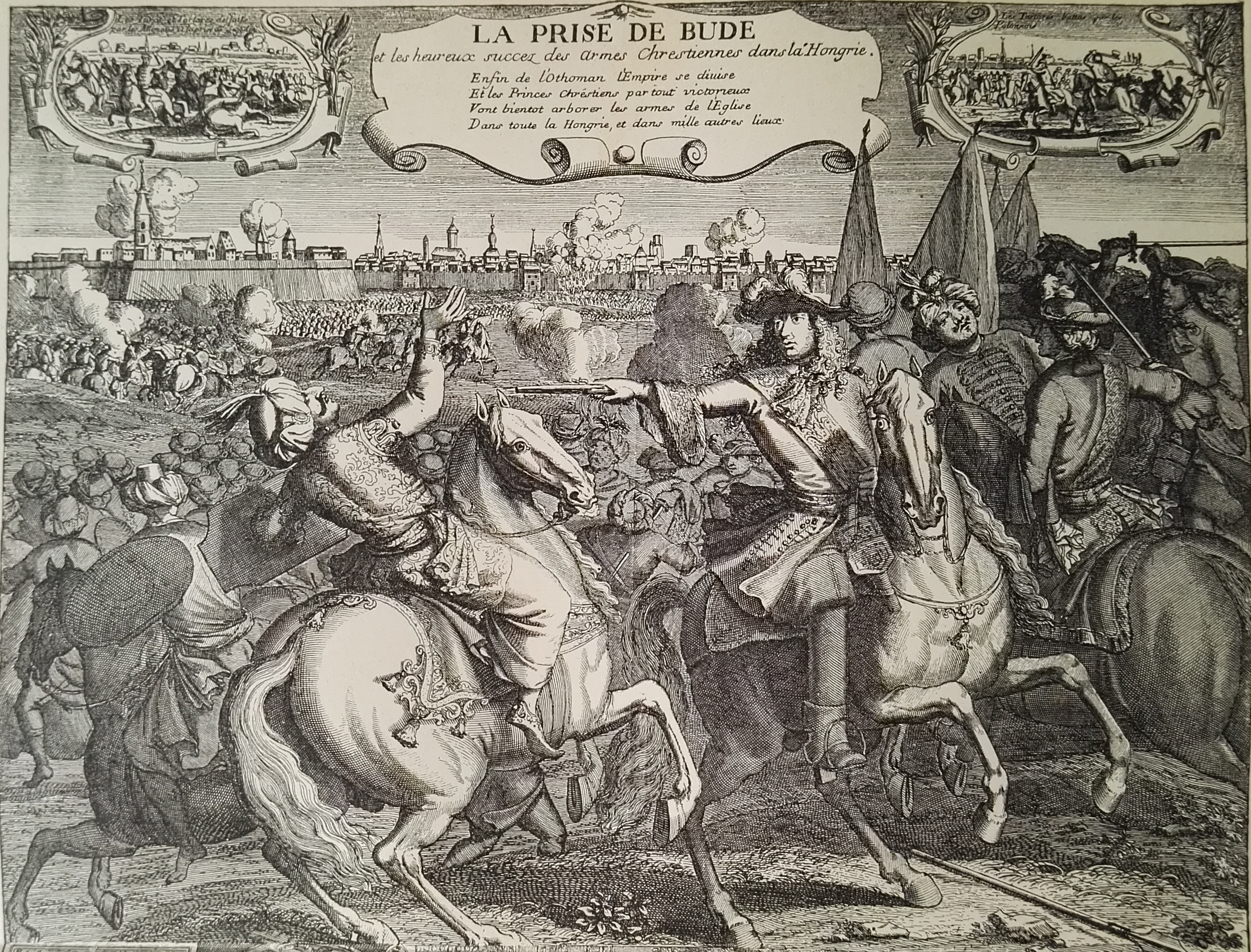
Francia nyelvű metszet, a keresztény hercegeket éltető, diadalmas triumfiáló győzelmi kép

- Francia nyelvű metszet, a keresztény hercegeket éltető, diadalmas triumfiáló győzelmi képKorábban a vadászatokon rendszeresítették a szuronyt, ami az 1660-as években általánossá vált a hadseregekben. A puskacső végére erősítve a közelharcban használták.
- A török lovasság hátrányba került, mert még nem használta a lőfegyvereket, míg a szövetséges lovasság már igen. Így a lovas csatákat rendszerint a szövetségesek nyerték.

## A szövetségesek támadásai

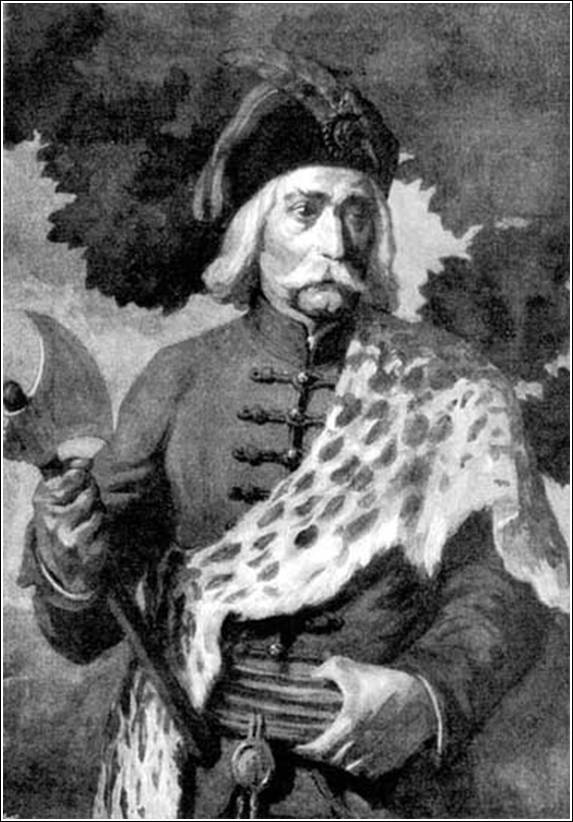
Bottyán János huszárkapitány

Június 24-én elfoglalták a Vízivárost, és Bottyán János huszárkapitány, aki a saját költségén állított ki egy egész lovasezredet, a győri és esztergomi naszádosokkal és a huszárjaival rajtaütött a csepeli török hajórajon, amely a török fennhatóság alatt álló hátországba menekítette volna vissza a harcképtelen török nemes embereket, asszonyokat és gyermekeiket. Bottyán gazdag zsákmányt szerzett, és foglyokat is ejtett.
Másnap, 25-én éjjel elkezdődött a futóárkok ásása, melyet akkoriban víárkoknak neveztek.

### Az ostrom
Július 1-jén megszólaltak az ostromló ágyúk. Hetedikén kezdődött az aknaharc, és 13-án meglódult az első roham. Ekkorra már több rés keletkezett a falakon, de a törökök a hiányt másnapra gerenda szélességű cölöpök soraival pótolták. A rohamra azért szánta el magát a hadvezetés, mert egy frissen leomlott falrész volt a cél, ahol még nem volt elég ideje a töröknek a rést befoltoznia. Így is túlságosan korai volt a támadás, az ellenség nagy erőkkel visszaverte. Ebben a kísérletben magyarok még nem vettek részt. Három rohamoszlop ugrott ki megadott jelre az árokból 400-400 fővel. Elsőként a gránátosok másodiknak a lövészek, majd a lándzsások, alabárdosok, és a rajok végén a munkások szaladtak felfelé akiknek a feladatuk a falaknál befészkelt támadó katonák beásának eszközeit vitték. Az árkok kiürült helyeit újabb katonák foglalták el hogy vezényszóra rohammal vagy lövésekkel fedezetet biztosítson az első a falaknál harcoló egységeknek. A török aknák azonban a falak környékén felrobbantak és maga alá temettek katonákat, így ezek a munkások odasiettek kiásásukra. Az ostrom sikertelen lett és a fővezér szomorúan értesitette a császárt, aki viszontválaszában vigasztaló szavakat küldött. Július 20-án Károly herceg jó hírt kapott, Eger várának védelmét meggyöngítették, jelentette Antonio Caraffa. Egy marhaelhajtási cselt kíséreltek meg Petneházy lovasai a vár alatt, erre az összes török lovas kitört a basával együtt. Azonban Petneházy Dávid Heissler vezérőrnagy dragonyosai és Semsey, Csáky huszárjainak kelepcéjébe irányította a törököket, ahol legyőzték a szpáhikat, és a pasa is elesett.
Nappal Károly szakadatlanul lövette a falakat, különösen az esztergomi rondellát, de éjszaka a törökök cölöpsort építettek az okozott réseknél, és ha azt nappal le is döntötték, a törökök az ágyúk újratöltése közben, nagy erőfeszítéssel visszaállították. Ugyanis ágyúzás hatására a cölöpök csak megdőltek, vagy eldőltek, de nem törtek össze.

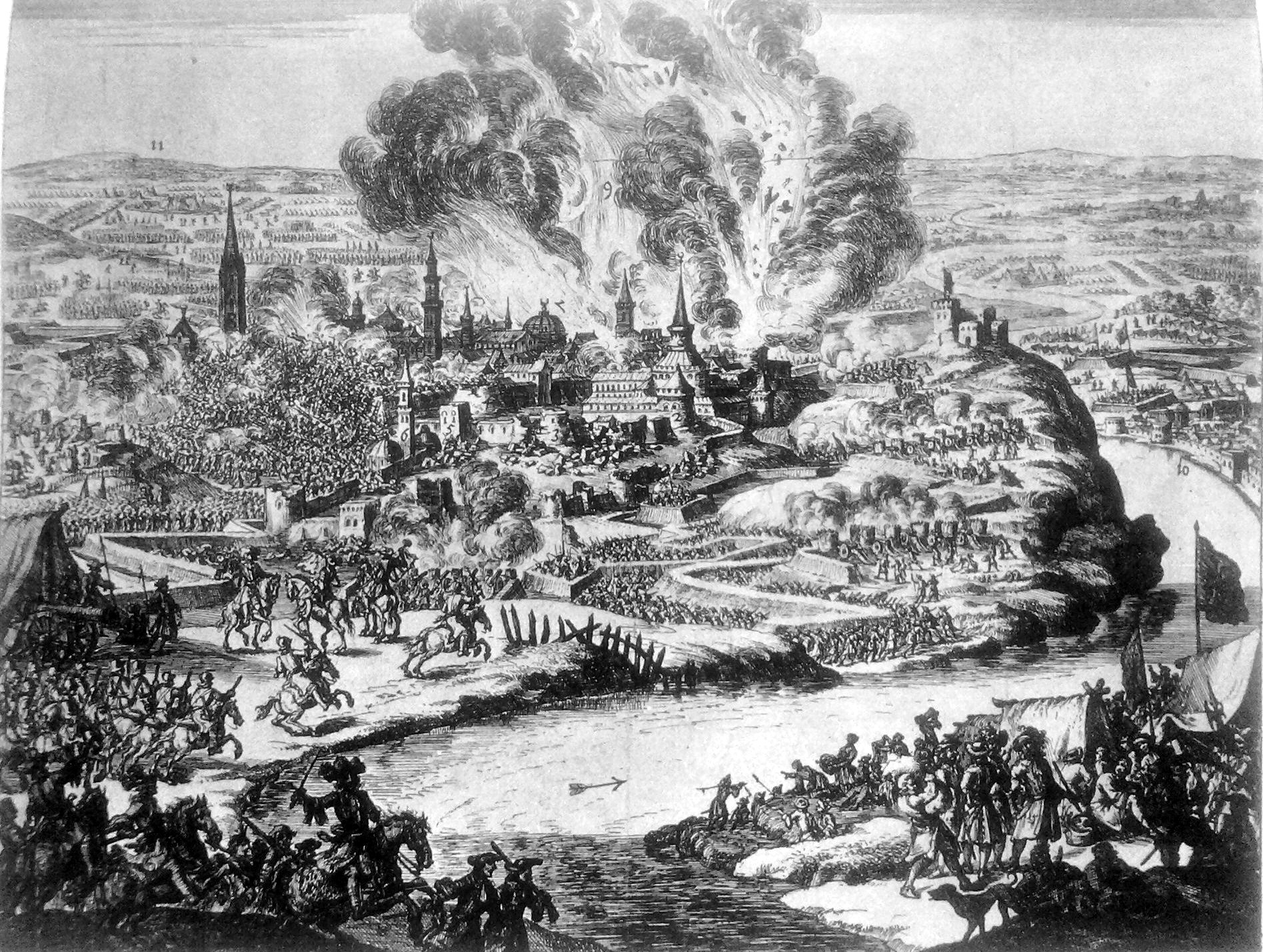
A Budai vár török lőporkészletének felrobbanása

Eközben a délen állomásozó bajorok harmadik hete nem tudtak előre jutni. Aknaharcra fordítottak sok energiát, ami rendszerint a törökök fölényével végződött, mert ellenaknáik hamarabb működésbe léptek, és volt olyan eset is, amikor a szövetségesek által telepített aknák ellenkező irányban robbantak, nagy veszteségeket okozva a futóárokban rohamra várakozók között. Július 15-én azonban éjszaka megrohamozták a törökök külső árkát, amit sikerrel bevettek, és oda olyan ostromágyúkat telepítettek, amelyek rést tudtak ütni a nagyrondella öt méter vastagságú falán. A törökök látva a veszélyt, július 22-én hajnalban kirontottak a várból, és sikerült megszerezniük négy támadó ágyút és egy mozsarat.
Ugyanezen a napon, július 22-én tisztázatlan körülmények között felrobbant a törökök lőporraktára, amelyet a Mátyás király palotája közelében helyeztek el. Van olyan verzió, hogy egy tüzérként szolgáló szerzetes jól irányzott lövést adott le a szertárra, áttörte a boltozatot és a bevágódó golyó robbantotta fel a közel 800 tonna lőpor. A robbanás olyan nagy volt, hogy 200 méteren leomlott a Duna felőli várfal, és a folyó a légnyomás hatására kicsapott a medréből Pest felé. Néhány napon belül a várból kimenekült polgárokat fogtak el, akik beszámoltak a robbanás hatásairól, az 1500 török áldozatról és a sok sebesültről. A magyar huszárok pedig török futárt fogtak, aki a budai pasát akarta értesíteni, hogy Eszéken van a nagyvezír 40 000 harcossal, és hogy tartson ki.

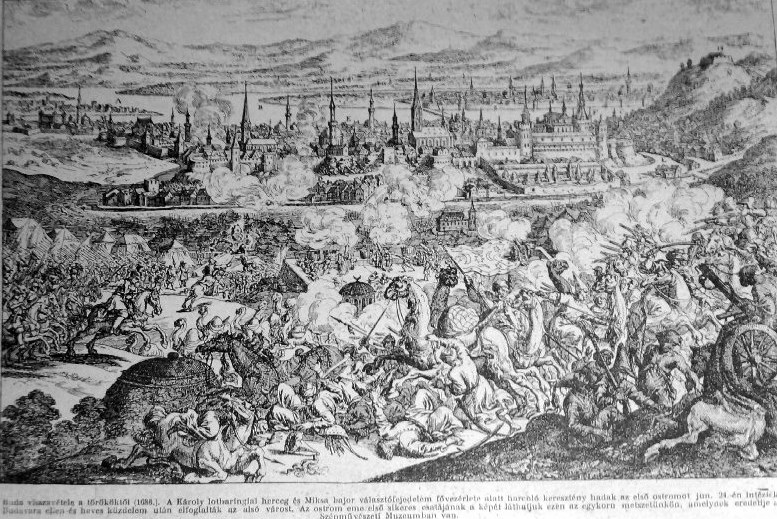
Török felmentő kísérlet Buda alatt (metszet)

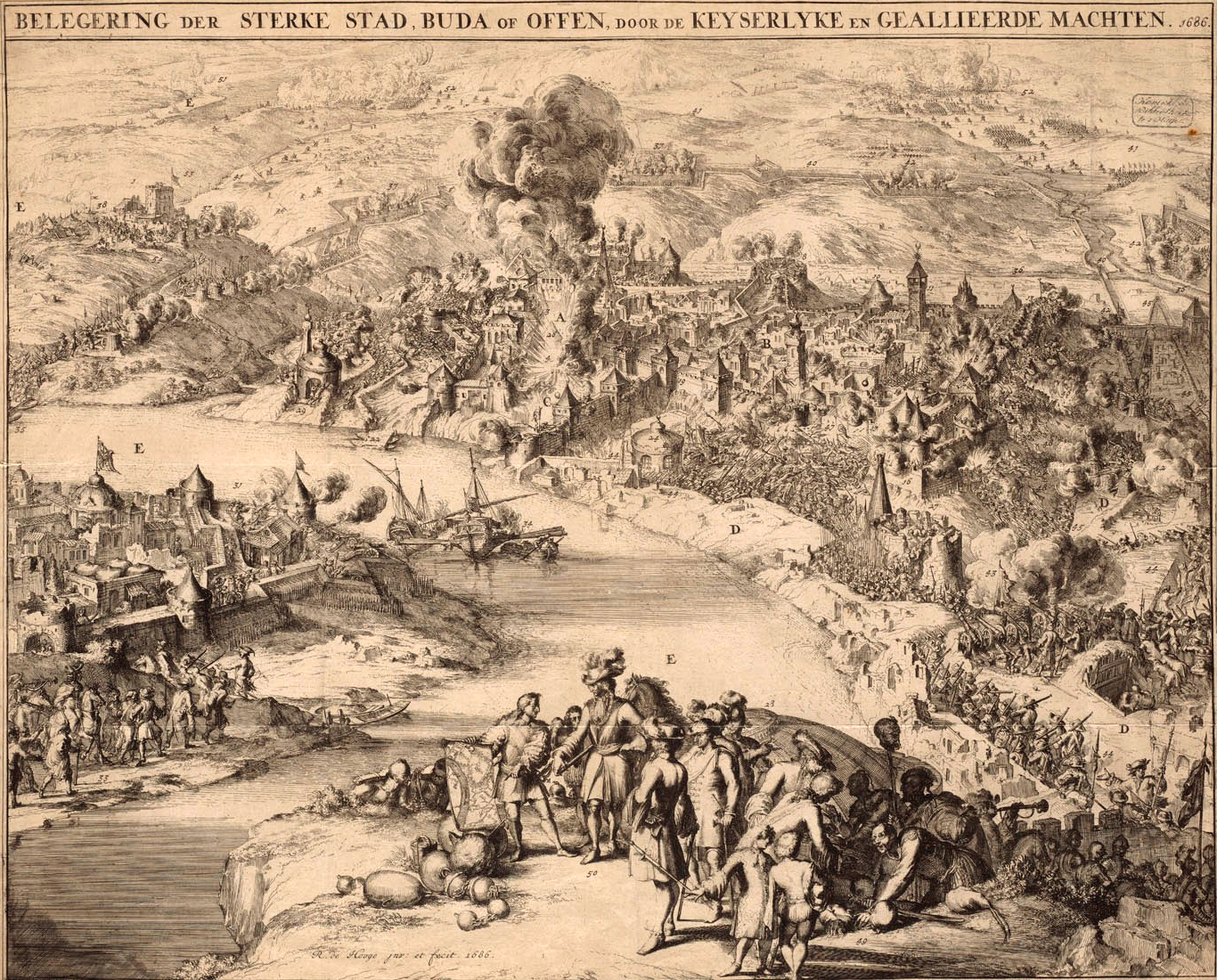
Buda visszafoglalása, Romeyn de Hooghe egykorú metszete

Eszterházy János július 27-én álrohamot indított 2000 hajdúval, a Duna felől. Itt a leomlott falat vették célba, de itt túl meredek volt az út felfelé, emiatt nem lehetett innen bevenni a várat. Hatszázan estek el.
Addig az északi falrésznél 50 hajdú elfoglalta az Esztergomi rondellát, és ott beásták magukat. Ennek sikerére 30-án megadási felszólítást kaptak a védők. A felszólítás szabad elvonulást ígért a török katonáknak, ha átadják a várat. Ha nem, akkor rohammal beveszik a várat, és nemre, korra tekintet nélkül nem kegyelmeznek senkinek. A védők vezére válaszában megemlékezett arról, hogy a rohamokat eddig is megpróbálták, de Allah megbüntette őket, mert a fennhéjázókat és az elbizakodottakat nem szereti az Isten. Miután a követek kijöttek a várból, és Károly herceg elolvasta a választ, újra megszólaltak az ostromágyúk.
A törökök elleni harcban megállták a helyüket a magyarok, ezért Károly hercegben megerősödött az elhatározás, hogy a magyarokat a támadásoknál az első sorokba kell beosztani. A hajdúknak könnyű fegyverzetük volt, nem volt páncélzatuk, ezért gyorsabban érhettek fel a falra. Amikor felértek a fal peremére, megvárták a nehézfegyverzetű társaikat, hogy együtt folytassák a harcot.
Azonban augusztus 1-jén hírt kaptak, hogy a török nagyvezír felmentő hadserege közeledik, ezért az ostromlók kiépítették a cirkumvallációt, a külső védőgyűrűt, és csapatösszevonásra gyülekeztek. A fővezér augusztus 3-án általános rohamot rendelt el, hogy még a felmentő sereg megérkezte előtt bevegyék a várat.

#### Török ostromellenes kísérletek

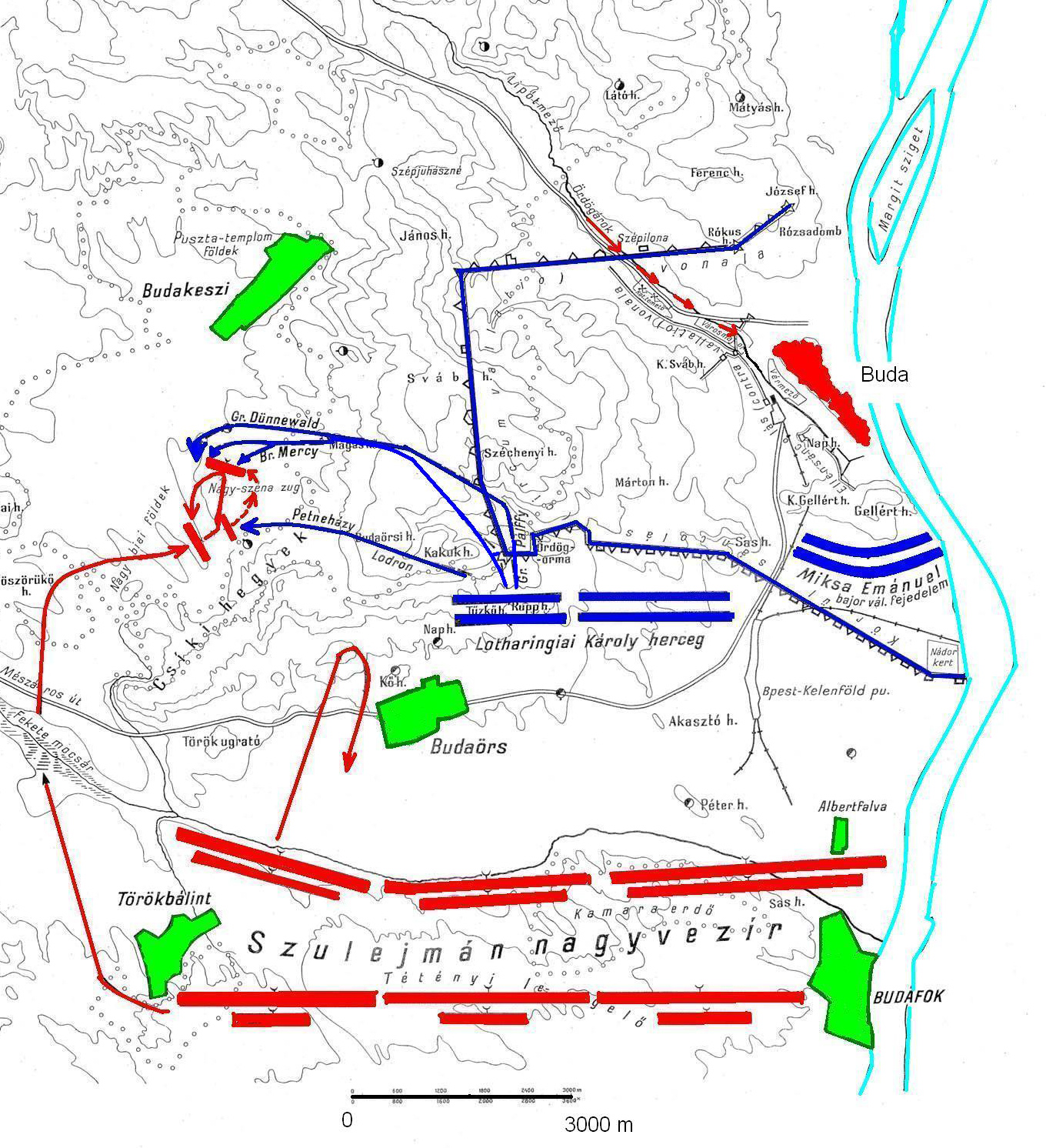
A török ostromellenes kísérleteinek térképe. Pirossal jelzett részek a török katonaság akciói, kékkel a szövetségeseké (térkép Bánlaky után, 1928)

Július 25-én történt a legnagyobb török kitörés a várból, amelyet délen és északon egyidejűleg hajtottak végre. A harcban mindkét fél veszteségeket szenvedett, majd az oszmán katonák visszavonultak.
Az ostromlók elbizonytalanodtak. Az összlétszám 41 000 főre olvadt. Haditanácsot ültek. Egyesek azon voltak, hogy bátran meg kell támadni a felmentő sereget, ha győznek, Buda magától elesik. Mások a vár alóli elvonulást javasolták. A fővezér viszont azt ajánlotta, várják be Scherffenberg hadtestét, addig a védőket további tüzérségi tűzzel tovább kell fárasztani. Végül ebben egyeztek meg.
Augusztus 8-án a török felmentő sereg előőrsei harcba keveredtek a szövetségesekkel. Augusztus 12-én Szári Szulejmán pasa, nagyvezír (1685–1687) főserege Érdre érkezett, majd tábort vert Törökbálint és Budafok között. Augusztus 10-én Hatvanból elindult egy újabb török sereg, hogy csatlakozzon a felmentő hadsereghez, de Petneházy elállta az útjukat, emiatt visszavonultak Hatvanba.
Augusztus 14-én Szári Szulejmán nagyvezír felmentő hadserege Budakeszi felől támadást indított. A Fehérvári kapun egy század szpáhi tört ki, míg a sáncok túloldaláról a felmentő sereg janicsárjai vágtattak Petneházy Dávid ezrede ellen. A haditerv szerint győzelmük után egyesültek volna, és a várba siettek volna vissza. Majdnem bekerítették a kis számú horvát-magyar lovasságot, de Johann Heinrich von Dünewald, Claude Florimond de Mercy hadnagy és Pálffy János nádor a Városmajor lejtőiről indulva visszaszorította a törököket. Az eseményeket látva Lotaringiai Károly azt mondta: „A magyar lovasság csodát művelt”, és a sáncokból kivezényelt 20 000 katonát a török centrum ellen, mire a nagyvezír visszavonult. Ezt a harcot Nagyszénászugi–(Budakeszi) harcnak nevezték el a történészek. Ekkor kaphatta nevét a Budaörs határában található Törökugrató-hegy.
Augusztus 20. hajnalán a kevésbé őrzött Ördög-árok vonalánál Pasarét felől 1000–1500 főnyi török lovas egység próbált bejutni a várba, ez egyesek szerint a támadók felének, mások szerint csak 150–300 lovasnak sikerült.
Augusztus 29-én a török hadvezetés úgy gondolta, hogy a korábbi nagy török diadalok napján, a mohácsi vész (1526), a Nándorfehérvár (1521), Buda (1541) és Nagyvárad (1660) elfoglalásának napján támad. Az 1000 szpáhi és 2000 janicsár támadása azonban felmorzsolódott, és csak jelentéktelen egységek jutottak be a várba.
A török seregben – egybehangzó vélemények szerint – túlnyomó részt fiatal, tapasztalatlan harcosok voltak. Ez volt a legfőbb oka annak, hogy a nagyvezír nagyon óvatos volt, és nem indított döntő támadást, mert nem akart olyan megsemmisítő vereséget szenvedni, mint Kara Musztafa Bécs alatt.

### Buda bevétele

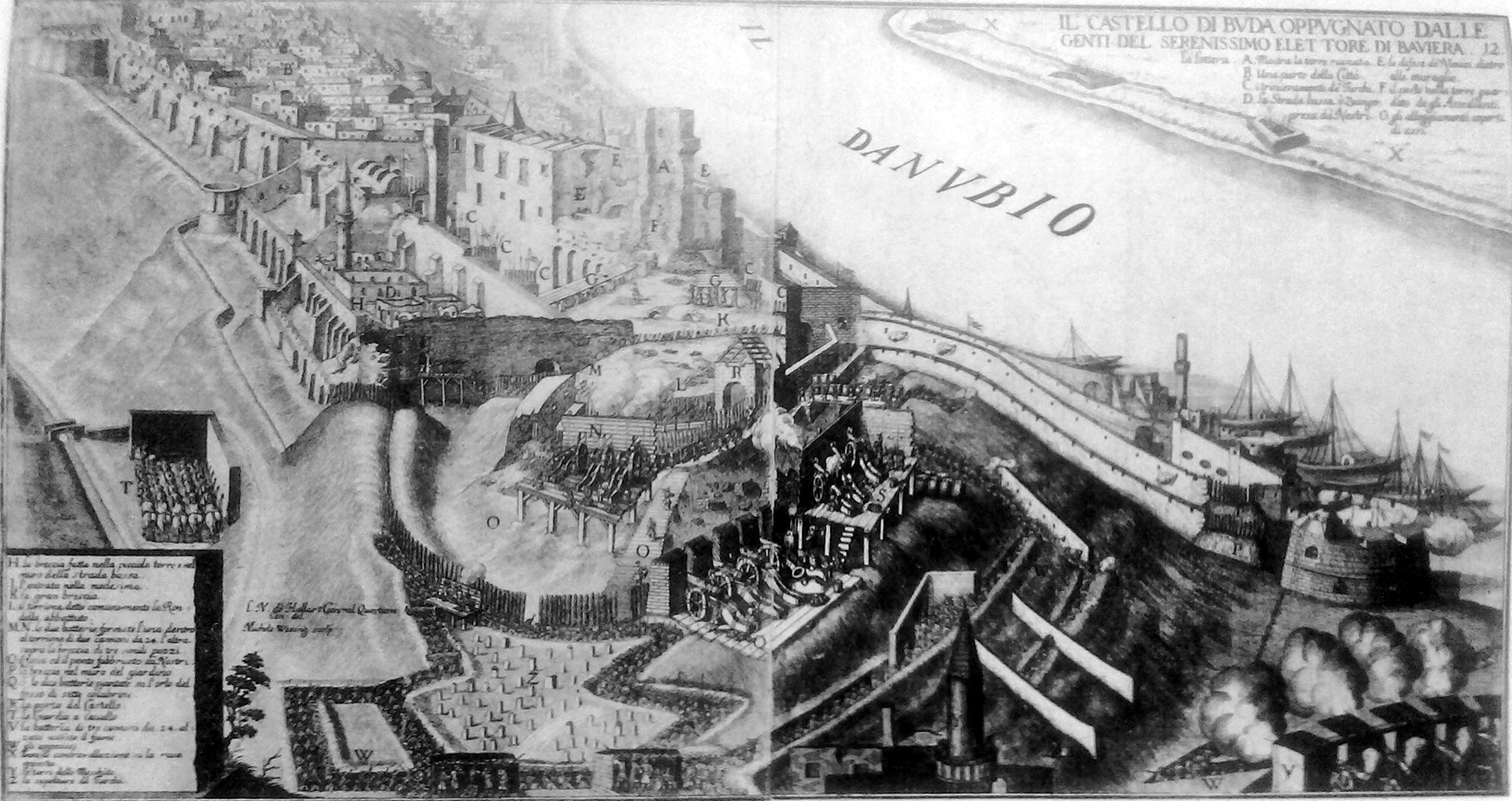
Michael Wening rézmetszete (München). A metszet jobb oldalán látható a Nagyrondella, attól kissé balra a kettős cölöpsor (P-vel jelzett), amelyet a szövetségesek olthatatlan tűzbombával fröcsköltek be, amit már csak meg kellett gyújtani.. A kép közepétől kissé jobbra (A-val jelzett) az István-torony csonka tornya látható

A vezérkart egy ideig a felmentő sereg kötötte le, amely az ostromlókat bekerítette. Ezért csak augusztus 22-én intéztek újabb rohamot a vár déli részén, ahol áttörtek a Nagyrondellán, és az István-tornyot elfoglalták. Végre 30-án megérkezett az erősítés, Scherfenberg erdélyi ezrede. Gyűlést tartottak és elfogadták Lotaringiai Károly zseniális tervét. Álhíreket terjesztettek, hogy nyílt harcot kezdeményeznek a felmentő sereggel, és nem lesz ostrom. Szeptember 2-án reggel dobpergéssel elindultak a török főhadtest felé. Két óráig ott álltak farkasszemet nézve a nagyvezír hadaival, majd megfordultak, visszameneteltek Buda várának futóárkai mögé, és az árkokban maradt rohamosztagoknak lettek fedezetei. A Lotaringiai Károly által vezetett keresztények a mindent eldöntő, harmadik általános rohamra délután három órakor indultak, a jel hat ágyú háromszori elsütése volt. A rohamosztagok, látva a katonák visszaérkezését és hallva az ágyúk jeleit, kimásztak az árkokból.

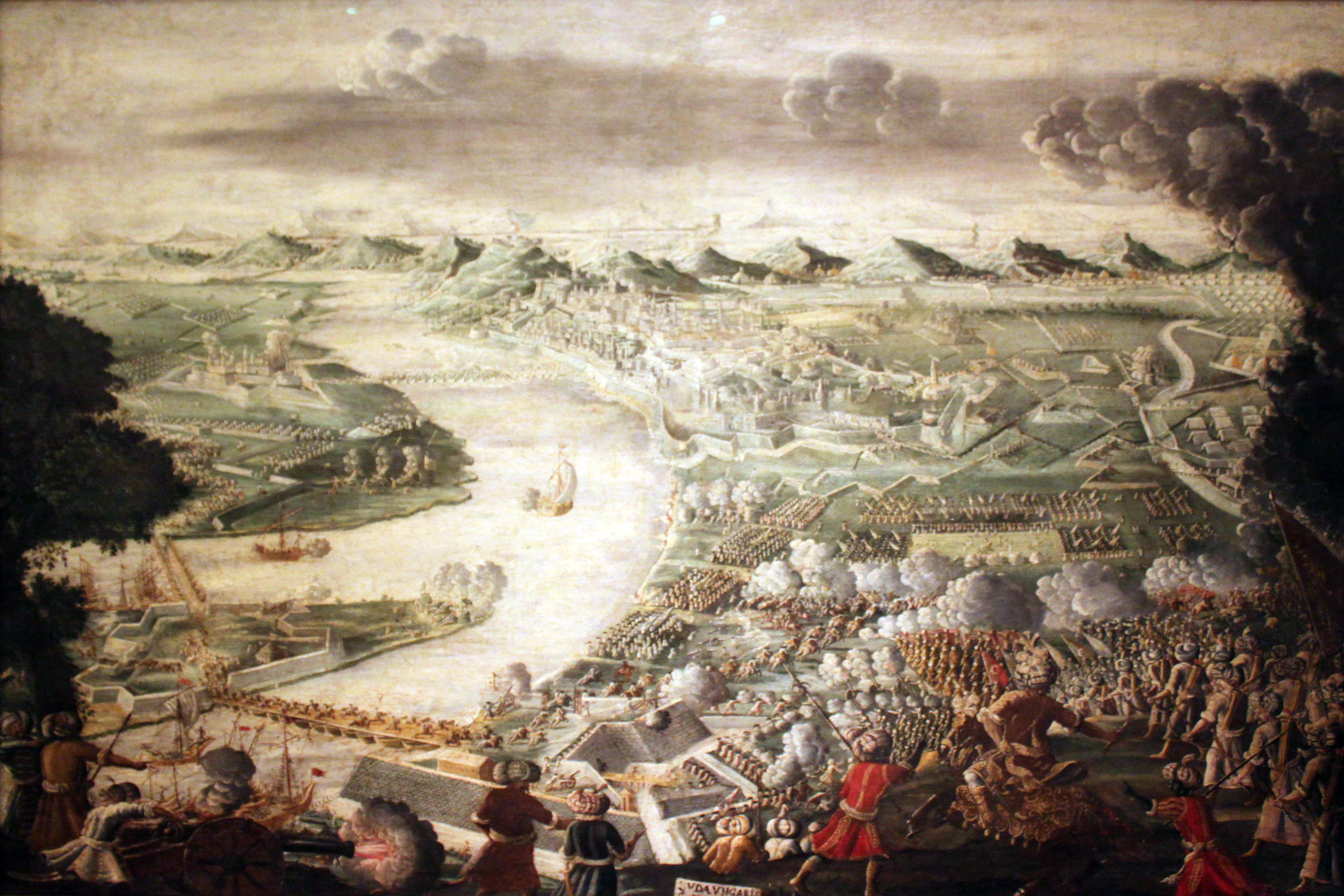
Ismeretlen német festő műve Buda bevételéről

A vár északi falát Lotaringiai Károly herceg vezetésével – a balszárnyat Koháry István vezette – hatezren rohamozták meg. Köztük volt Fiáth János, aki a zászlót kitűzte a bástyán, és a katonák beözönlöttek a várba. A várvédők csak későn eszméltek, de kitartóan védekeztek. Az ekkor a budai várban tartózkodó Schulhof Izsák abban látta a gyors behatolás sikerét, hogy sok török katona elment fáradalmait kipihenni a pincékbe, és csak későn ébredtek fel. Ugyanakkor a déli oldalon Miksa Emánuel bajor választófejedelem és Badeni Lajos őrgróf háromezer katonája támadott, de ők nehezebben haladtak előre. Pechmann harcolt az elsők között, és délután 5 órakor törtek be a várba. Croy herceg éppen újra rendezte az ostromlók csapatát a Bécsi kapu előtti kis téren, amikor egy csapat török jelent meg a Zsidó utca felől, élükön a pasával. Abdurrahmán a harcban hősiesen küzdött, de a mai Hess András téren elesett. Bátorsága még a keresztény vezérekben is tisztelet keltett. Sírhelye a budai vár egyik sétányán tekinthető meg.
Az elsőségről oklevelet kaptak azok a tisztek, katonák akik elsők között értek fel a vár falaira, vagy az élbolyban harcoltak. Így Fiáth János őrnagy, aki gróf Esterházy Páltól kapott ilyet. D’Aste alezredes is elsőként érkezett. Egy történetíró – Cserei Mihály – Petneházy Dávid ezredes, Ramocsaházy Endre nevét említi az élbolyban küzdők közül. A törökök lófarkas hadijelvényét, ami 145 év óta hirdette a török fennhatóságot Petneházy Dávid tépte le a vár fokáról.

## A győzelem után

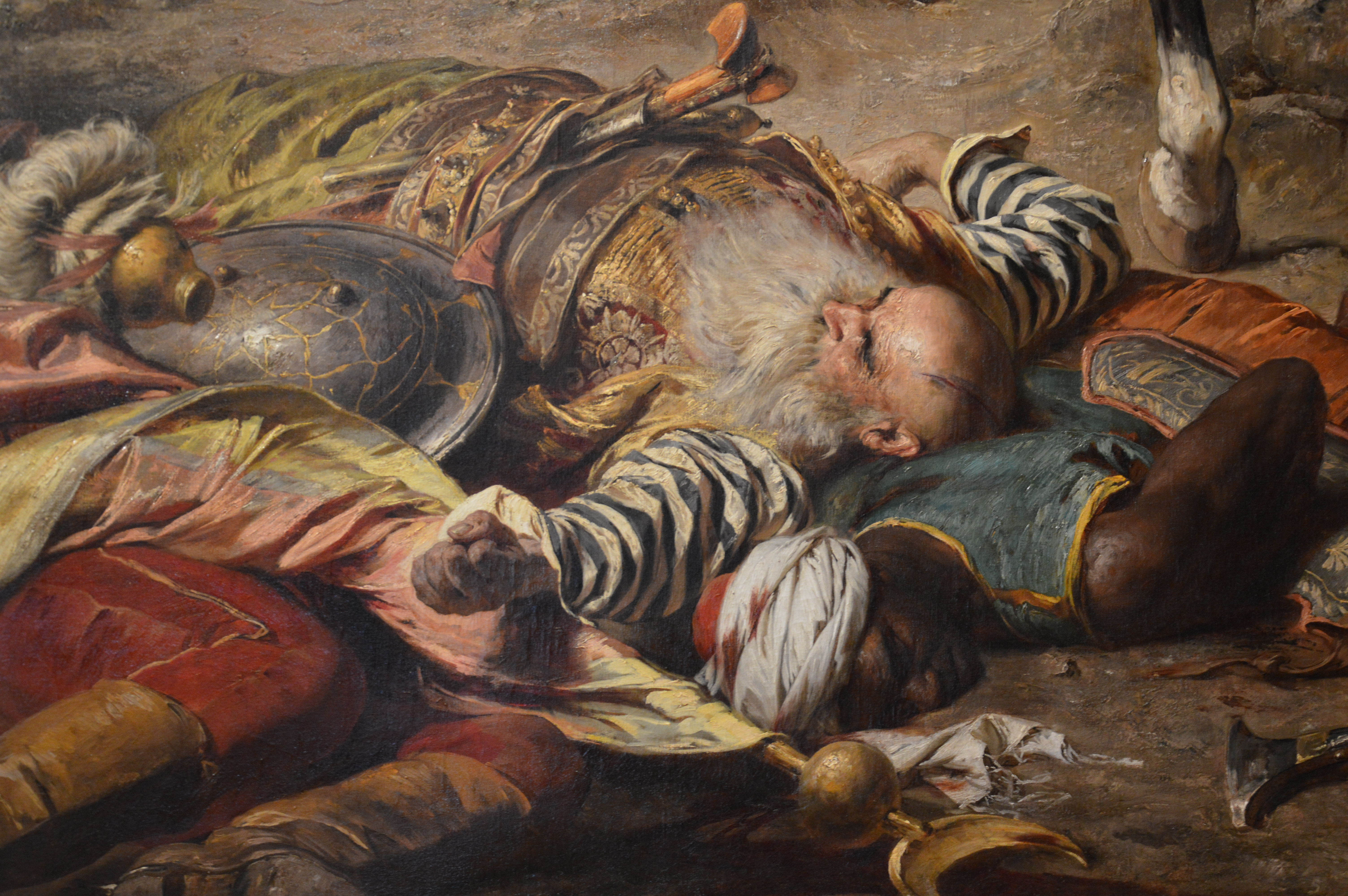
Lotaringiai Károly előtt fekvő török fővezér Abdurrahmán Abdi Arnaut pasa holtteteme Benczúr Gyula Budavár visszavétele a töröktől 1686-ban című festményén

A szövetségesek Lotaringiai Károly okos kitartó taktikájának köszönhették a győzelmet. A kifárasztás taktikája bevált, és egy eszes elterelő akcióval szó szerint elaltatta a védelmet. A nyílt hadszíntéren pedig a lovassági tűzfegyvereknek köszönhették fölényüket. Sokakban azonban felmerült a gyanú, miért volt mindig felkészülve a török a támadásokra.

### A győztesek akciói

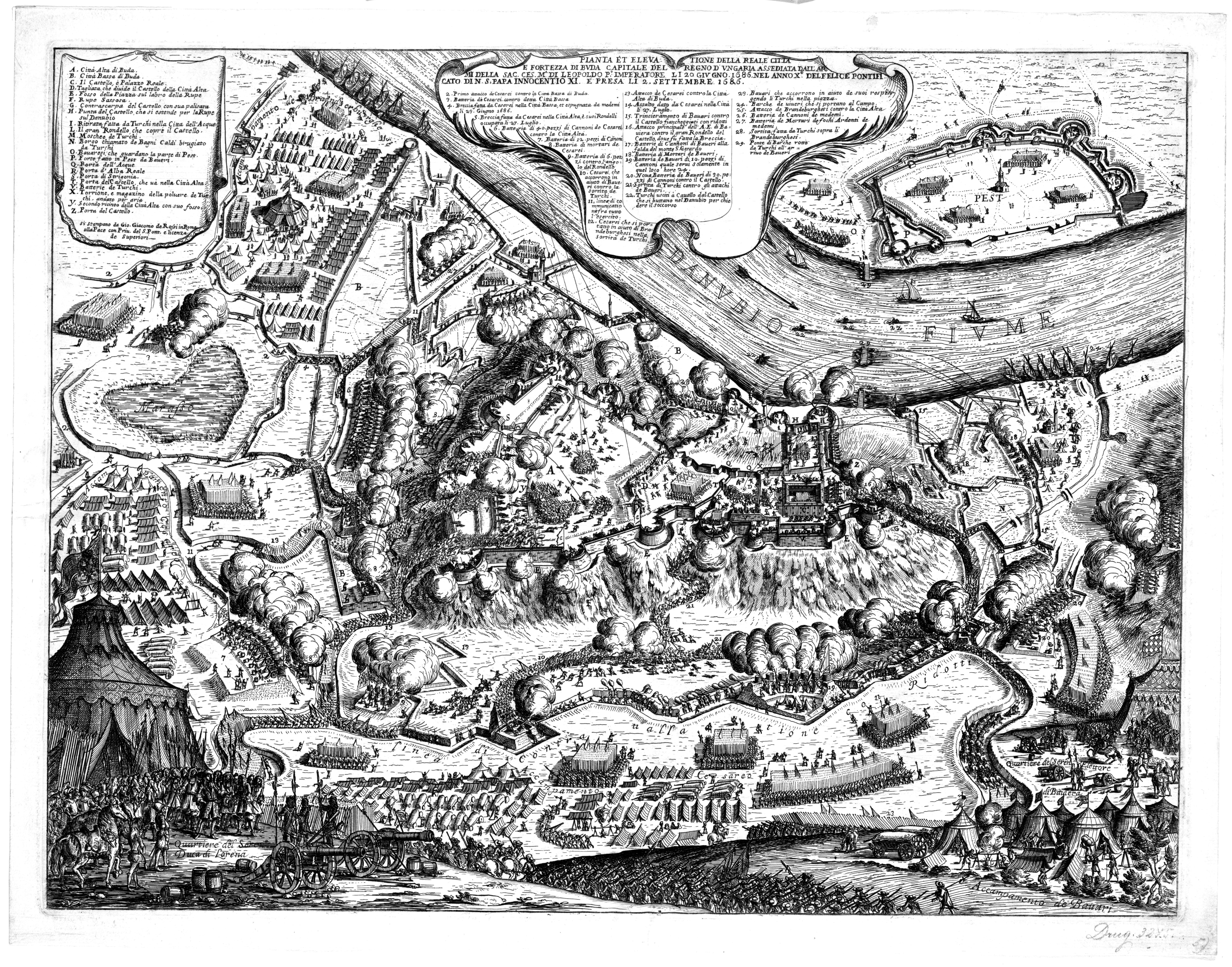
Buda ostroma 1686-ban, Giovanni Rossi metszete

A várban a győztes fővezér engedélyezte a szabad fosztogatást három napig, olyannyira, hogy a zsoldosok nem törődtek az egyre jobban elharapódzó tűzzel, és Buda összes háza leégett – ahogy erről a fővezér naplójában megemlékezett. Ebből és még egy zsoldos katona naplójából kitűnik, hogy a szövetséges külföldi zsoldos közkatonák nagy részét a kincsek képzelete, rablása vonzotta, és kevésbé az, hogy a török veszedelmet elhárítsák. A nagyvezír elmenekült, de a császáriak csak szeptember 6-án indultak üldözésére, és ez már túl nagy előnynek bizonyult az utoléréséhez. A mindenféle nációból verbuválódott keresztény zsoldosok könyörtelenek voltak a vár zsidó lakosságával szemben, ugyanis a zsidók együtt védték Budát a törökökkel. A budai zsidók lakónegyedét felégették, a zsinagógák tóratekercseit tűzre vetették.
Ennek Európában is elterjedt a híre. Sok európai városban, például Padovában pogromok törtek ki, mintegy bosszúként a zsidók ellen. A padovai zsidó hitközség máig megüli a budai purimot. Az oszmán hódítókkal való fegyveres együttműködésben bűnös 270 zsidót Budáról Nikolsburgba telepítették. A zsidók tudták ugyanis, hogy az életük a tét, legjobb esetben is üldöztetés várna rájuk a felszabadító keresztény katonáktól, hiszen azok ultimátuma az volt, hogyha nem adják fel a várat, győzelmük esetén nemre, korra tekintet nélkül, senkinek sem kegyelmeznek a várban. A török várvédők minden hadrafogható embert bevetettek a vár védelmében, még a nőket is.
Azonban a pogrom elmaradt, mert Oppenheimer Sámuel udvari hadiszállító megbízottjai fejpénzt fizettek a megkímélt zsidók életéért. Egy korabeli újsághíradás szerint: „Néhány száz zsidó, akik 1000 tallért” adott a katonáknak, életben maradt.
Az ostrom után elhurcolt fogoly zsidó várvédőt, egy bizonyos Jakabot Bambergben kihallgatták november 25-én. A 12. kérdés az volt: igaz-e, hogy a török védelemnek mindig előre tudomása volt arról, hol fognak támadni a császáriak? Jakab megerősítette, és azt mondta egy bizonyos Schreyer vagy más néven Lauffer mindig azon a helyen dobolt a harctéren, ahol másnap akció volt várható.
Buda bevétele után megkezdődött a török kiűzése Magyarországról. A következő évtizedben váltakozó sikerű Habsburg és oszmán hadjáratok követték egymást, de ezek zöme inkább a belső török területeken, a Balkánon zajlott. 1687 után ugyanis a török szárazföldi csapatokat gyakorlatilag kiszorították a Dunántúl, az Alföld és Horvátország területéről és minden néhány év leforgása alatt történt, míg a törököknek a 16. században több évtizedes súlyos harcok árán sikerült hatalmas területeket megkaparintania Magyarország testéből. Az 1683-at megelőző évtizedekben is a keresztényekkel ellentétben számos várat és kisebb-nagyobb erősséget emeltek a hódoltságban. Azonban a török hadvezetés elkövetett egy súlyos hibát Buda visszafoglalása után, mert a kisebb várakból evakuálta az oszmán helyőrségeket és azokat a nagyobb várakba rendelte. Így viszont egyes helyeken akár 100 km széles hézagok alakultak az egyes várerődök között, amelyeket a Szent Liga erői könnyen blokád alá vettek, hogy ne zavarják a nyílt terepen zajló hadműveleteket. A nagyharsányi ütközetben legyőzték Szulejmán nagyvezír hadait és az ellenséget mélyen visszaszorították Szerbia és Bosznia területére, így megközelíthetetlenné vált a Dunántúl a nagyobb török csapatoknak. A török kézen levő várakat aztán kiéheztették és rövid időn belül harc nélkül megadták magukat.
Egyetlen jelentősebb eredmény, amit magyar régióban elértek még ekkor a törökök, az Nándorfehérvár újbóli elfoglalása volt 1690-ben. A keresztény csapatok bár hatalmas területeket kaparintottak meg a Balkánon, de a francia támadás miatt Pfalzba jelentős erőket kellett átcsoportosítani, ez pedig lehetőséget adott arra, hogy a törökök Magyarországig nyomuljanak. Amikor azonban ismét megpróbáltak betörni magyar területre, a Nándorfehérvártól nem messze levő Zalánkeménnél vívott véres ütközetben az oszmánok ismét megsemmisítő vereséget szenvedtek.
Tizenegy évvel később, 1697. szeptember 11-én a Savoyai Jenő herceg által vezetett szövetséges keresztény hadsereg a zentai csatában döntő győzelmet aratott. Az 1699-ben megkötött karlócai békeszerződés értelmében a Magyar Királyság területének legnagyobb részét az Oszmán Birodalom átengedte a győztes Habsburgoknak.

### Ünneplés
A győzelem másnapján Avianói Márk kapucinus szerzetes egy szekéren körbehordozott a várban egy Szűz Mária-szobrot, és a táborban hálaadó szentmisét tartott. A legenda szerint ez a Szűz Mária-szobor el volt falazva, csak a lőportár felrobbanásakor leomló fal mögött vált láthatóvá, ezért „Lőporos Madonna” vagy „Budai Madonna” szobrának nevezték.
Lotaringiai Károly nem engedte, hogy ünnepeljék, ezért éjszaka érkezett vissza otthonába, Innsbruckba. Halála (1690) után azonban fia, I. Lipót lotaringiai herceg óriás falikárpitokon apjának fiktív budai diadalmenetét szövette ki. Az egyik ilyen kárpit Buda várában volt kiállítva, de onnan a második világháború után eltűnt. Bajor Miksa ellenben fényes diadalmenetben vonult be Münchenbe, és úgy rendelkezett, hogy haditetteit monumentális alkotásokkal illusztrálják.
Buda visszafoglalásának hírét nagy ünnepségekkel fogadta Európa. Piacterein a „Buda eliberata” harsogást lehetett hallani.
Rómába szeptember 9-én érkezett meg Turi gróf a jó hírrel. A pápa elrendelte, hogy másnap délben, az Angyalvár delet jelző ágyúlövése után minden római templom harangja egy órán keresztül szóljon. Tűzijátékkal ünnepeltek este, és imádkoztak az ostromban elesettek lelki üdvéért. Egy Matteo Simonelli nevű zenész Missa Buda expurgata címmel hálaadó éneket komponált Buda visszafoglalásáról, amelyet 1687. december 14-én adtak elő először.

### Veszteség, helyreállítás
Budavár új parancsnoka Leopold von Beck báró lett, a németeken kívül Koháry 2000 magyar katonájával. A várost és a várat teljesen szétlőtték, a házak leégtek, nagy volt az anyagi kár. De egy olasz hadmérnöknek – Luigi Ferdinando Marsiglinak – sikerült megmentenie a várban található Mátyás-kori Corvinák megmaradt darabjait.
A veszteség a szövetségesek oldalán 43–45 000 ember volt. A török foglyok bécsi börtönökbe kerültek, a leghíresebb fogoly „Csonka bég” volt, aki később keresztény lett – Joseph Balthazar Freiherr von Czungenberg néven (fia Czunkerberg Lipót), és kiszabadult, sőt tisztként harcolt az osztrák hadseregben.
A budai vár nem maradhatott ilyen állapotban, már csak azért sem, mert megtudták, hogy a török hadsereg vissza akar térni, visszafoglalni a stratégiailag fontos várat. Avianói Márk kieszközölte I. Lipót magyar királynál, hogy adjon Buda házainak újjáépítésére százezer arany forintot, amit el is küldött. Ez sem volt azonban elég, ezért Széchényi György esztergomi érsek több mint félmillió forintot hagyott a budai várfalak helyreállítására, a jezsuita és a kapucinus rendház felépítésére, a pesti invalidusházra és a polgári kórházra.
Csaknem egy évszázad kellett, hogy Buda ismét székvárosává legyen az országnak. Akik átvészelték az ostromot, az üszkök, romok helyén fölépítették a házukat, megkezdték a „második háborút” Magyarországért.

## Katonai és politikai következmények

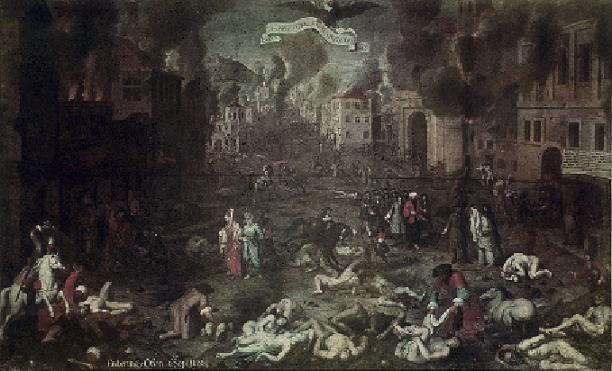
Charles Herbel festménye a kifosztott Budáról. A vár elfoglalásakor sok szövetséges katona nem kegyelmezett az ostromot túlélt lakosságnak sem

1684-ben XI. Ince pápa kezdeményezésre jött létre a török ellenes szövetség, és úgy döntöttek, üldözni fogják a török hadsereget. Az egész Európából összegyűlt katonákkal meginduló ellentámadás négy év alatt Belgrádig szorította vissza a törököket.
Az ostromló hadseregben nagyszámú magyar harcolt, de a Szent Ligának a Magyar Királyság csak formálisan lehetett tagja, a megszállt Magyarországot ugyanis a Habsburg Birodalom saját meghódított területének tekintette. Buda visszafoglalása után a harcban részt vevő magyar tiszteket előléptették, illetve nemesi rangot szerezhettek. Az 1687-es pozsonyi országgyűlésen a rendek lemondtak a szabad királyválasztás jogáról, az ellenállási jogról, és deklarálták a Habsburgok örökös (azaz örökletes) királyságát. A törökök sikeres visszaszorítása után bevonultak Erdélybe és I. Apafi Mihály aláírta a Haller-féle diplomát, amelyben Lipót oltalma alá helyezte Erdélyt, lemondott a saját külpolitikáról (a függetlenségről), cserébe azonban belügyeiben önálló maradhatott.
A bécsi hatóságok mindent megtettek, hogy felszámolják a hajdúszabadságot, így a korábban katonáskodásra kötelezett, hajdúszabadsággal élő jobbágyok visszakényszerültek a földművelésbe, a robotgazdálkodásba, s ezzel együtt földesúri béresek lettek. A török kiűzéséért folyó háború terheit a jobbágyságra terhelték. Ezentúl kötelesek voltak a katonaságot elszállásolni (porció) és szállítani (forspont). A kialakuló paraszti elégedetlenség és nemesi felháborodás adott alapot a Rákóczi-szabadságharc kialakulásának (1703–1711).

## Emlékezete

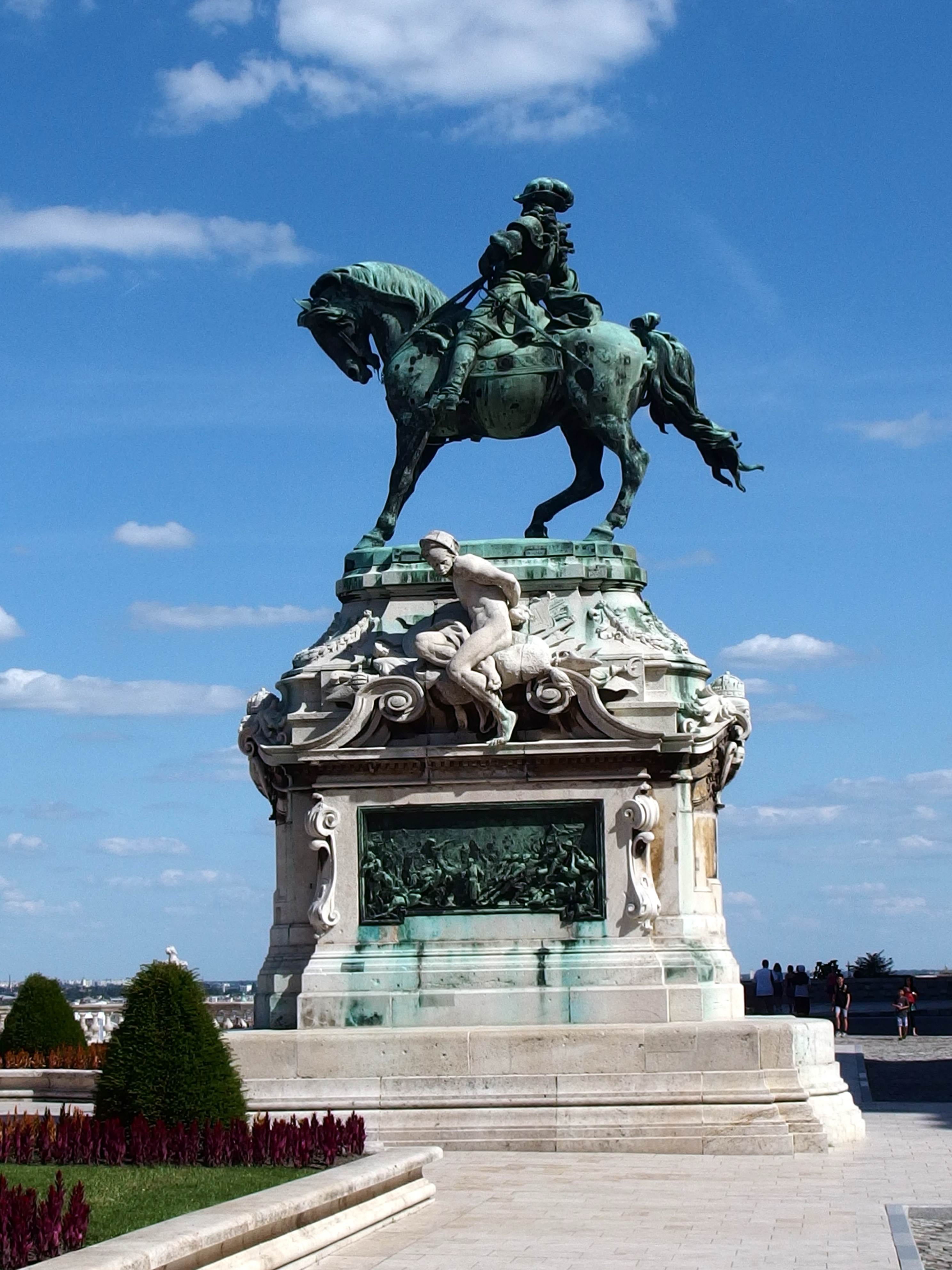
Savoyai Jenő lovasszobra a Budavári Palotában. Róna József alkotása

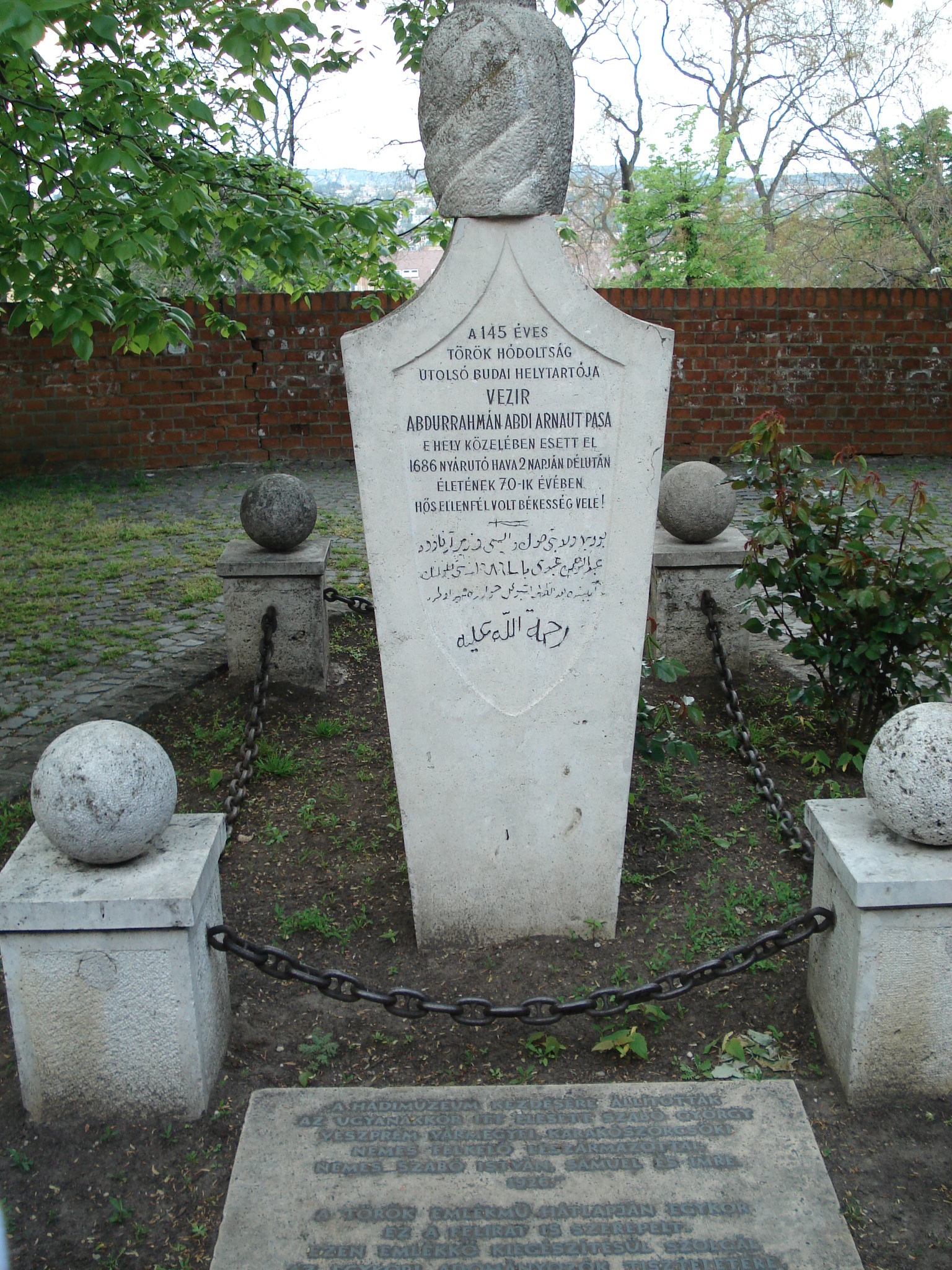
Abdurrahmán Abdi Arnaut pasa sírja a Bástya sétányon

- Kollonich Lipót püspök 1686-ban Mária-oszlopot emeltetett Győrben.
- 1686 novemberében XI. Ince pápa egész katolikus egyházra kiterjesztette Szent István király szeptember 2-ára, a győzelem napjára helyezett ünnepét.[51]
- A fényes győzelemről I. Lipót császár emlékérmet veretett Körmöcbányán, amelynek egyik oldalán az ő profilképe látható.
- A budai I. kerület, hagyományőrző egyesületekkel „Buda elliberata” elnevezésű fesztivált tartott a visszafoglalás emléknapján.
- Boldog Avianói Márknak szobrot emeltek a budai Fő utcai kapucinus templom előtt, Ozsvári Csaba alkotását.
- Több utca és földrajzi hely őrzi az ostrom emlékét Budapesten és környékén: Ostrom utca, Sánc utca, Pasarét, Törökugrató-hegy, Törökvész, Sváb-hegy, Németvölgy.

## Hadinaplók, tudósítások
Az ostromot kiemelt figyelemmel kísérték Európa-szerte. Nagyon sok európai nemesember érkezett Budára, akik még rajzolókat is foglalkoztattak, így a fennmaradt ostromtérképek, rézmetszetek száma igen jelentős. Ott volt a pápai nuncius, Francesco Buonvisi (vagy Bonvisi) kardinális, aki jelentéseket írt a pápának. Michele D'Aste Karl Franz Auersperg őrnagy és Friedrich Falkenhayn naplói, illetve Lotharingiai Károly és Melchior Von Beck tábornok hivatalos hadinaplói, illetve névtelenségbe burkolózó portugál, spanyol, holland, angol hadmérnök (illetve többek között William Harbord), vagy német tudósítások. De ott volt Cornaro F. velencei követ is, akinek csak annyi dolga volt, hogy jelentéseket írjon Velencének. Ezekből igen érzékletes kép bontakozik ki az ostrom lefolyásáról.

### Szemtanúk naplói, korabeli híradások irodalma
- Lotharingiai, Károly, Nagy László. 1686 Lotharingiai Károly hadinaplója Buda visszafoglalásáról. Budapest: Zrínyi, 532. o. (1986). ISBN 9633263419
- d’Aste, Michele. Napló Budavár 1686. évi ostromáról. Szekszárd: Corvina, 140. o. (2000). ISBN 9631341399
- Bél, Mátyás. Buda visszavívásáról. Budapest: Zrínyi, 136. o. (1986). ISBN 9633263468
- Napló Buda avagy Offen erős városának híres ostromáról...; összeáll., szöveggond., jegyz. Czigány István, Hankó Ágnes, bev. Czigány István, ford. Balogh Tamás, Hankó Ágnes; Balassi, Bp., 1998 (Régi magyar könyvtár. Források) ISBN 9635061307 e-könyv 16-49. oldalig
- Schulhof, Izsák, Szakály Ferenc. Budai krónika. Budapest: Magyar Helikon, 99. o. (1979). ISBN 963-207-454-8
- Veress, Endre, Zsarnóczi. Zsarnóczi naplója Budavár 1686-iki ostromáról, 449–456. o. (1911)
- Mészáros, Ignác. Buda várának visszavételekor a keresztények fogságába esett egy KÁRTIGAM nevű török kis-asszonynak ritka, és emlékezetes történeti, mellyeket némely különös feljegyzésekből magyar nyelvbe foglalta Bodü-Baári és Nagy-Lutséi Mészáros Ignátz. Pozsony: Füskúti Landerer Mihály, 431. o. (1795) e-könyv
- Lengyel, Balázs. A török Magyarországon (Képes történelem sorozat) III. fejezet. Rügiger Hitzkopf szász zsoldoskatona magakáromlása. Budapest: Móra, 142-151. o. (1971) e-könyv
- Leonart, Johann Friedrich. Diario e relaçao décima quarta do sítio e tomada da cidade da Buda. Biblioteca Nacional de Portugal, Lisszabon: Miguel Deslandes, 80. o. (1686) (Portugál nyelvű)
- Anonymus. An Historical description of th glorious sonuest of the city of Buda capital city of the Kingdom of Hungary, by the victorious arms of the thrice illustrious and invincible Emperor Leopold I. under the conductof His Most Serene Highness, the Duke of Lorraine, and the Elector of the Bavaria. National Library of Australia: Robert Clavel, London, 68. o.. 5913617 (1686) (Angol nyelvű)
- Anonymus. Dagverhaal van de Vermaarde belegering der sterke staat BUDA of OFFEN,.... Amsterdam: Aart Dirksz Oossaan, 83. o. (1686) (Holland nyelvű)
- Bremundán Fabro, Don Francisco. Diario del asse , y expugnacion de la ciudad de Buda metropoli de reyno ungria. magántulajdon, Galántay Ervin, Cossonay Svájc, Madrid: Sebastian de Armendariz,, 60. o. (1686) (Spanyol nyelvű)
- Biondi, Pasquale. Diario delle correnti Guerre d'Ungheria 1686. Velence, Olaszország: Giovanni Cagnioli, 252. o. (1686) (Olasz nyelvű)